# Allemagne dans la Première Guerre mondiale

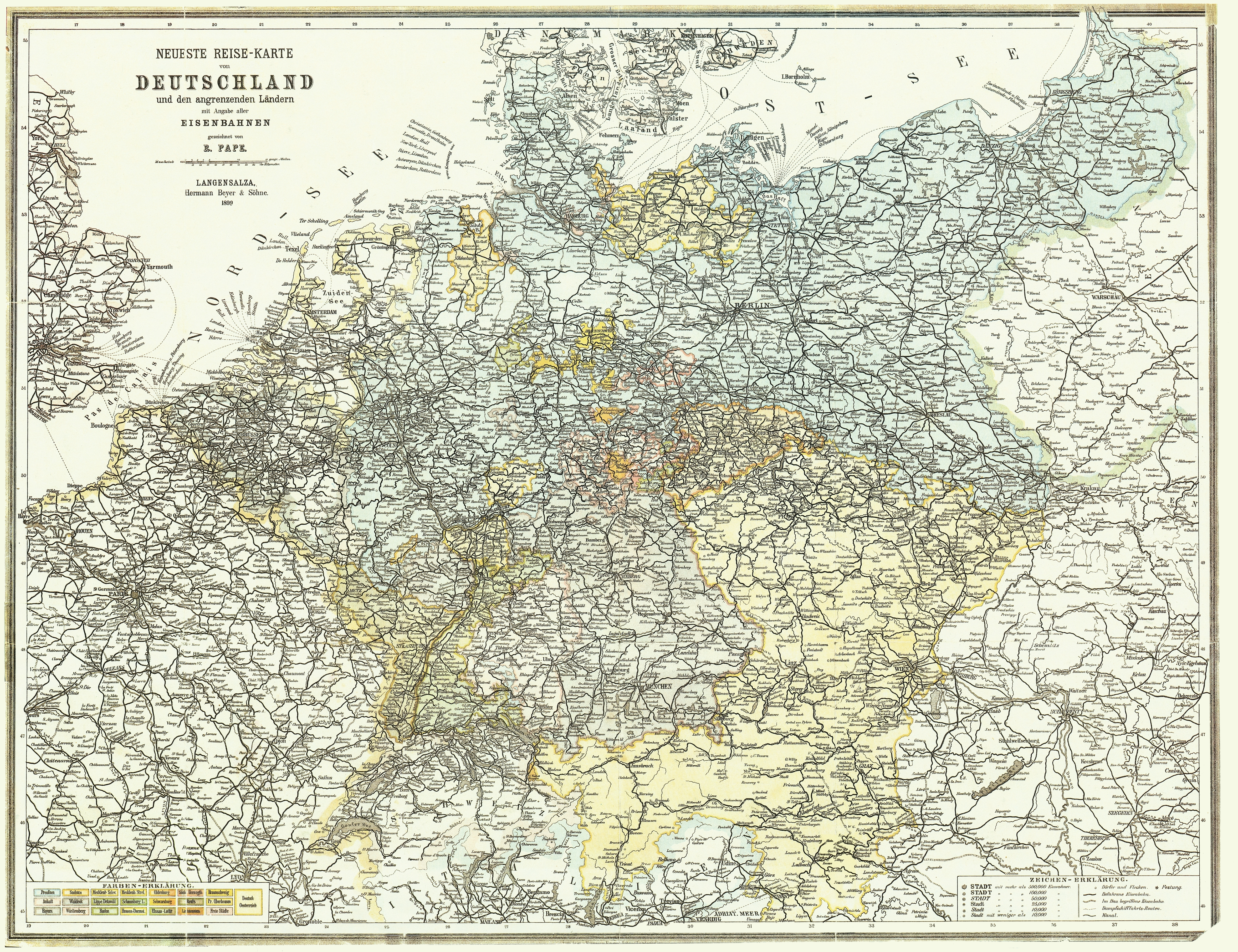
Le réseau ferroviaire allemand en 1899. En bas à gauche, le code couleurs des principautés allemandes et de l'« Autriche allemande ».

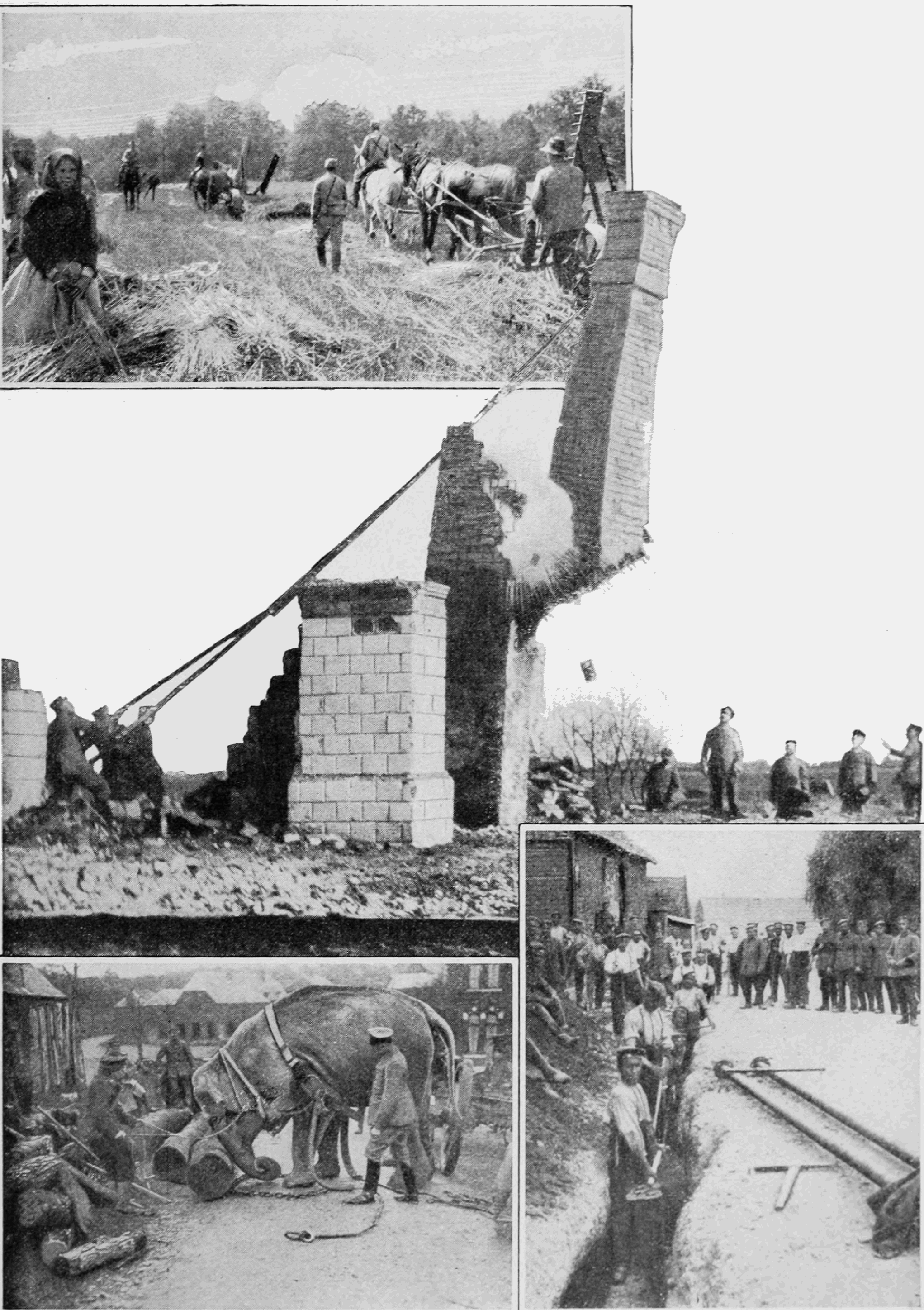
Actions non militaires sur le théâtre européen, Popular Science, 1916.

L'Empire allemand dans la Première Guerre mondiale est un des belligérants majeurs du conflit : d'août 1914 à novembre 1918, l'Allemagne dirige le camp des Empires centraux contre l'Entente. Première puissance militaire terrestre, forte de sa puissance industrielle et stratégique et de son unité nationale (Burgfrieden), elle espère une victoire rapide. Mais l'enlisement du conflit, le blocus de l'Allemagne par l'Entente, le coût humain et matériel des combats la contraignent à un effort croissant vers la guerre totale. À l'automne 1918, alors que la situation militaire tourne à sa défaveur, la population n'accepte plus les sacrifices d'un conflit sans issue et renverse le régime impérial lors de la révolution de Novembre, vite suivie de la proclamation de la république de Weimar et de la signature de l'armistice de 1918.

## Contexte

### Les fondements d'une grande puissance

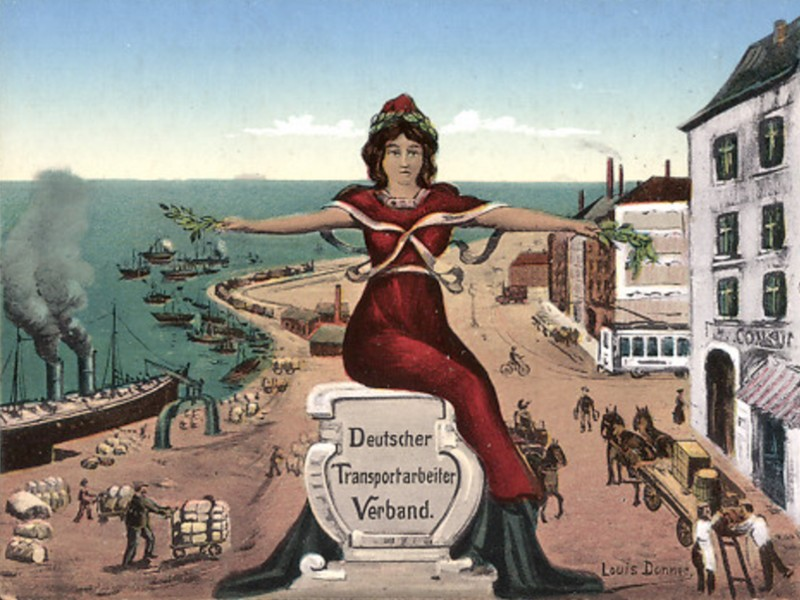
Carte postale de l'Association des travailleurs des transports, 1910.

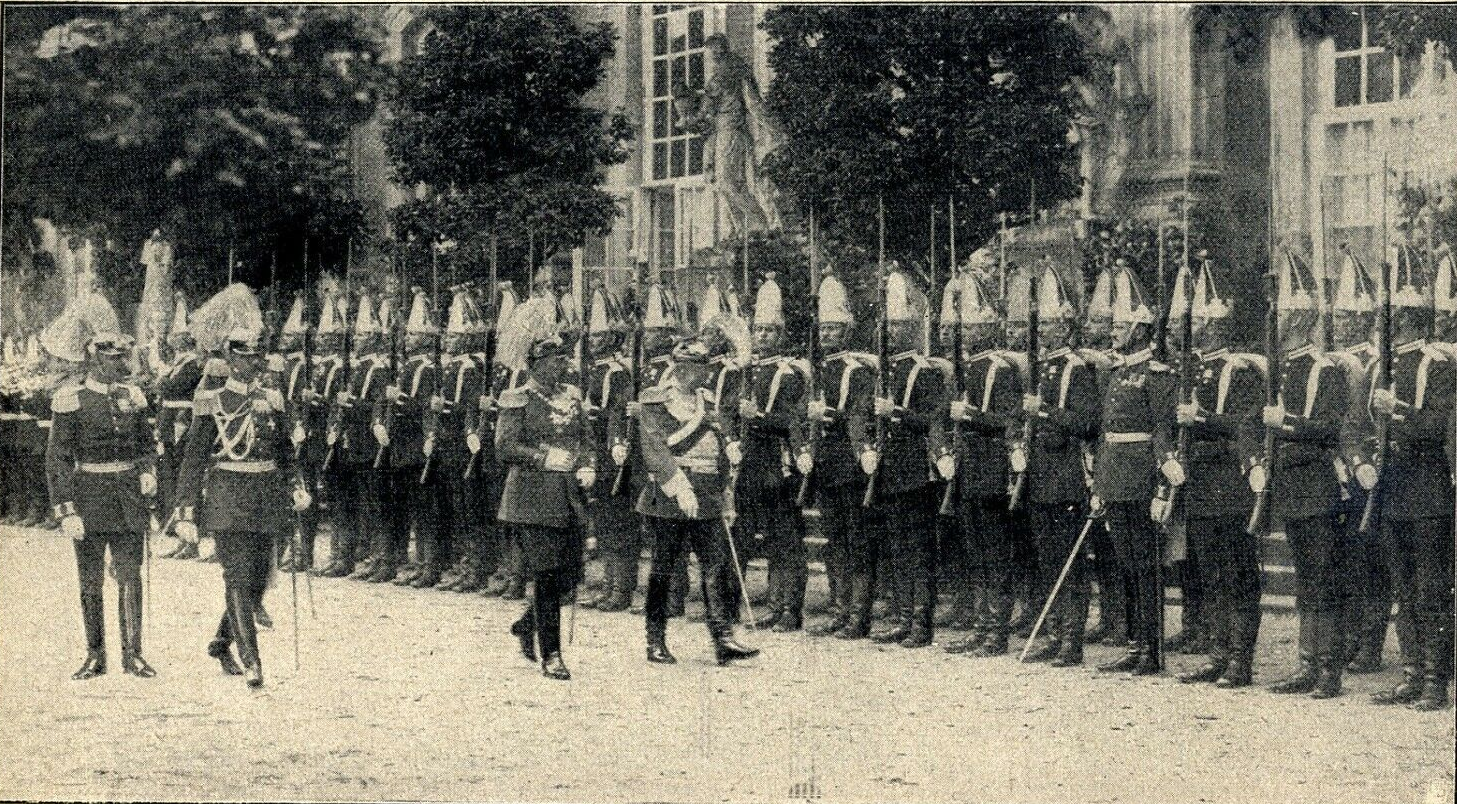
Visite du roi de Saxe au palais impérial de Potsdam en 1902.

Élections du Reichstag en 1912 : conservateurs (bleu), Zentrum (gris), progressistes (jaune), sociaux-démocrates (rouge), autonomistes polonais, alsaciens-lorrains et hanovriens (beige).

Avec 66,9 millions d'habitants en 1913, l'Allemagne (incluant l'Alsace et la Lorraine) est le deuxième pays d'Europe en population après la Russie (175,1 millions). Sa production industrielle est la deuxième du monde, après les États-Unis, mais légèrement devant le Royaume-Uni, et loin devant la France et les autres puissances d'Europe.
Cet avantage économique tient en partie à un niveau élevé d'éducation : à la veille de la guerre, on compte 0,1% d'illettrés parmi les recrues allemandes, contre 6,8% en France, 22% en Autriche-Hongrie et 70% en Russie. Grâce à la bonne formation des ingénieurs, les grandes entreprises allemandes sont parmi les premières du monde dans la sidérurgie, l'industrie chimique et électrique.
Le volume des exportations triple entre 1890 et 1913. La législation sociale de Bismarck, mise en place entre 1883 et 1889, garantit la paix sociale et un relatif bien-être. La période d'avant-guerre est aussi caractérisée par la forte montée du syndicalisme, de culture marxiste et républicaine mais, en pratique, beaucoup plus réformiste que révolutionnaire, et qui participe à la gestion des assurances sociales : il est partagé entre trois courants, l'Association libre des syndicats allemands (FVdG) d'inspiration anarcho-syndicaliste, les syndicats libres proches de la social-démocratie et présidés par Carl Legien, qui atteignent 2 574 000 membres en 1913, et les syndicats chrétiens qui comptent 343 000 membres en 1913, mais dont la croissance est limitée par l'encyclique Singulari Quadam de Pie X, défavorable à la coopération avec les non-catholiques.
Le régime politique de l'Allemagne conserve pourtant de nombreux caractères conservateurs combinant fédéralisme, monarchie constitutionnelle et autocratie. Les projets de loi sont généralement rédigés par le chancelier impérial et ses secrétaires d'État, responsables devant l'empereur et non devant les chambres ; ils sont présentés à la chambre haute, le Bundesrat, qui les soumet au vote de la chambre basse, le Reichstag ; mais leur application dépend entièrement des administrations des États fédérés, particulièrement du plus puissant, le royaume de Prusse. Les États sont responsables de la fiscalité et de l'essentiel des administrations économiques et sociales, malgré l'interdépendance croissante créée par l'industrialisation et le développement du commerce extérieur. Si le Reichstag est élu au suffrage universel, le Landtag de Prusse est élu au suffrage censitaire : les électeurs sont divisés en trois classes dont la plus riche, regroupant les junkers des provinces de l'Est et les gros industriels de Rhénanie et de Westphalie, détient la majorité des sièges. La noblesse fournit la plupart des cadres supérieurs de l'appareil politique et de l'armée.

### L'armée dans la société

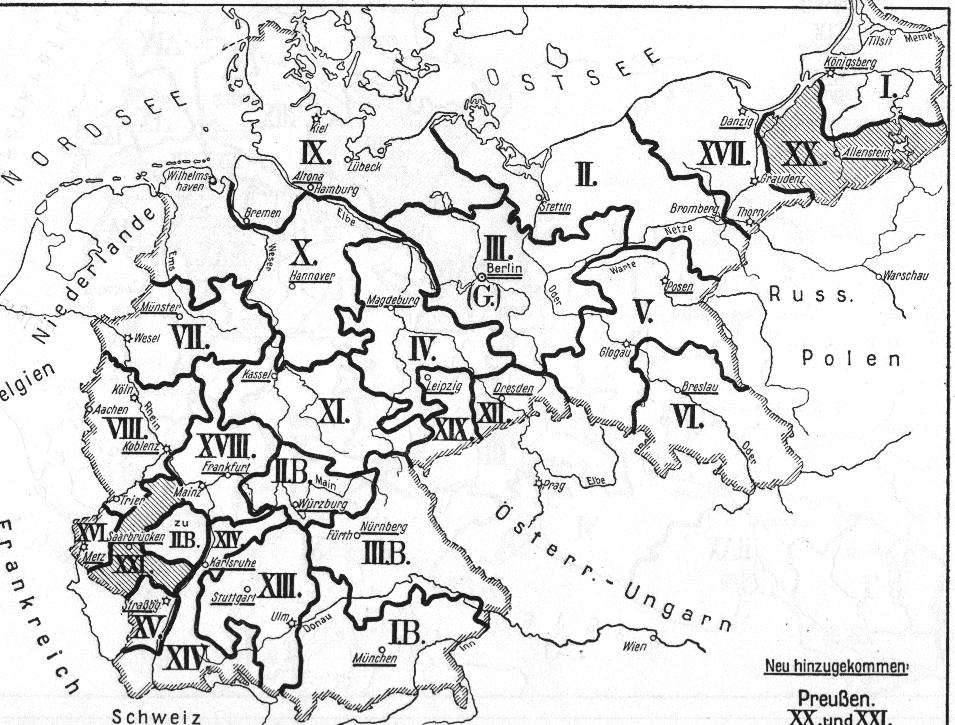
Circonscriptions de recrutement des corps d'armée en 1914 ; en grisé, les deux nouveaux corps créés en 1912.

L'armée impériale allemande, issue pour la plus grande partie de l'armée prussienne, est sous l'autorité de l'empereur allemand, chef suprême des armées (Oberster Kriegsherr) : la Constitution de l'Empire allemand prévoit que « l'empereur fixe la force effective, la répartition et le dispositif des contingents de l'armée du Reich » (article 63) ; le Reichstag a le droit de fixer les effectifs en temps de paix mais l'empereur n'hésite pas à le dissoudre (trois fois entre 1878 et 1907) s'il rechigne à voter le budget militaire. Le Commandement suprême de l'armée de terre (Oberste Heeresleitung, OHL) et le cabinet militaire, responsable des nominations et promotions, sont sous l'autorité directe de l'empereur qui a en outre sa maison militaire personnelle.

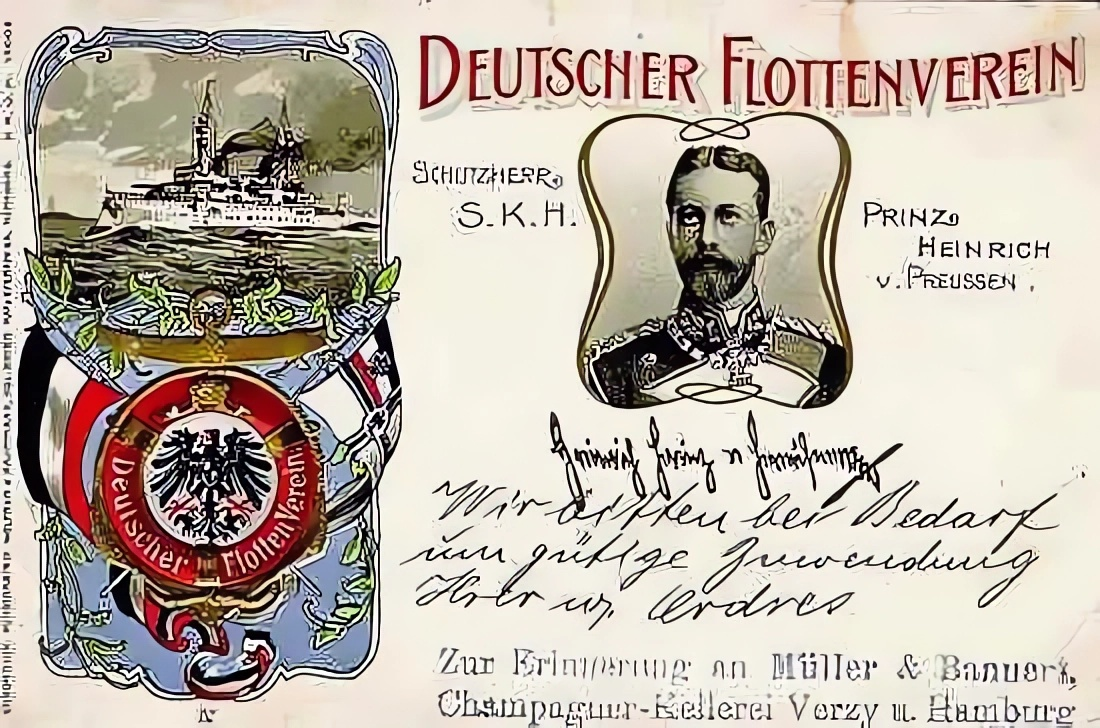
Carte postale de l'Association pour la flotte allemande, 1902.

La possession d'une puissante flotte de guerre est ressentie comme un facteur clé de la politique mondiale allemande. Elle passe de 285 000 tonneaux en 1900 à 1,3 million en 1914 et rivalise avec celle du Royaume-Uni, pourtant deux fois plus importante. Elle est très populaire dans l'opinion et l'Association pour la flotte allemande compte un million d'adhérents en 1914.
L'expansion de l'empire colonial allemand est aussi ressenti comme un facteur de puissance malgré des atrocités, comme le génocide des Héréros en 1904.
L'Allemagne, comme la plupart des grandes puissances, augmente considérablement ses effectifs militaires entre 1900 et 1914 : l'armée et la marine combinées passent de 584 000 hommes en 1900 à 891 000 au milieu de 1914, chiffres inférieurs à ceux de la Russie (1 352 000 hommes) et de la France (910 000 hommes) mais elle peut compenser sa relative infériorité en effectifs par l'efficacité de son corps d'officiers de réserve, atteignant 120 000 membres en 1914, et de ses sous-officiers, le plus souvent issus de la classe des artisans, nombreuse et relativement instruite mais dont la situation économique devient incertaine du fait de l'industrialisation de l'Allemagne. Le recrutement repose sur le service militaire, peu différent du système appliqué en France : les jeunes gens à partir de 20 ans font trois ans dans l'armée active suivis de quatre ans dans la réserve et cinq ans dans la Landwehr (infanterie territoriale). Les jeunes gens de famille aisée peuvent ne faire qu'un an de service volontaire qui les prépare à devenir officiers de réserve.

### Entre militarisme et pacifisme

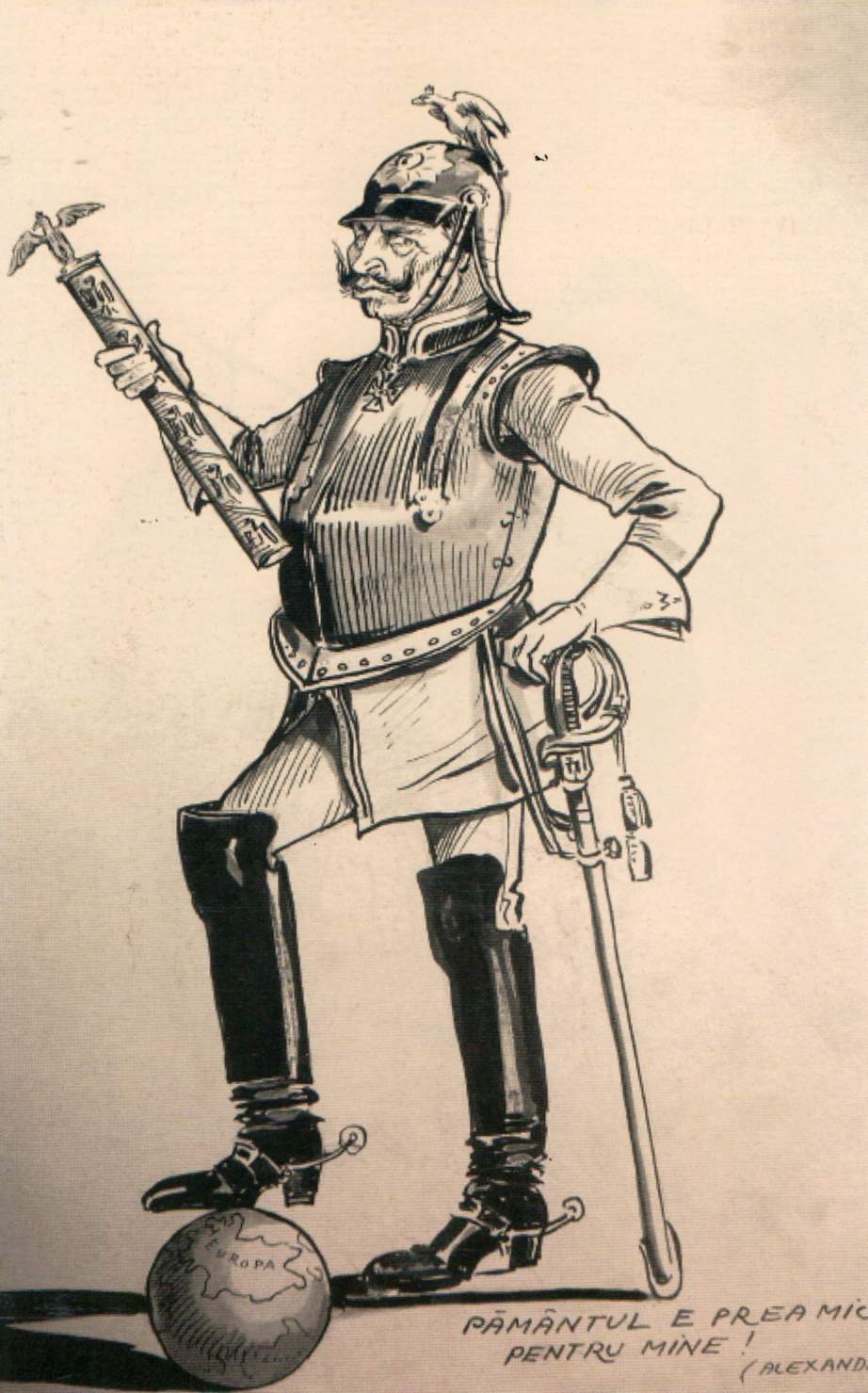
Guillaume II mettant le pied sur le globe terrestre, caricature roumaine de Nicolae Petrescu-Găină (1871-1931).

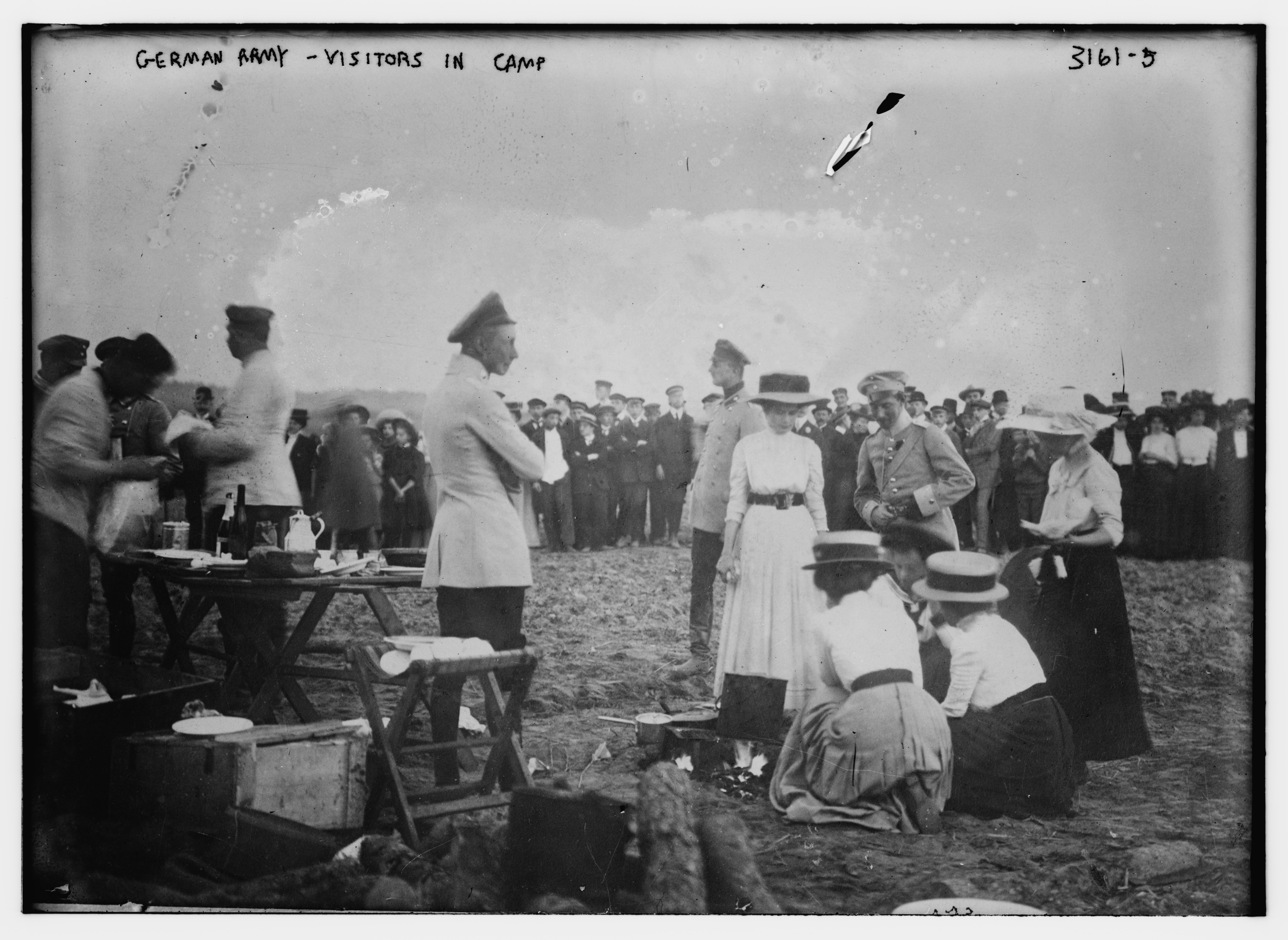
Visiteurs civils dans un camp militaire allemand, v. 1910.

Le goût de Guillaume II pour les parades militaires et ses déclarations spectaculaires sur la gloire prussienne et la mission providentielle de l'Allemagne suscitent la verve des caricaturistes, ainsi que la réticence de l'opposition prussienne et des États du sud de l'Allemagne, dont la Bavière, mais semblent mieux accueillis par les junkers de l'Est et par les classes populaires. Les idéologies du nationalisme allemand, du pangermanisme et du darwinisme social, présentant la guerre comme une condition de survie des nations, et elles ont une assez large audience dans la société allemande, notamment dans les élites dirigeantes et les milieux intellectuels.
La Ligue pangermaniste atteint 130 000 membres en 1905, avec une centaine de groupes locaux. La Ligue pangermaniste est longtemps favorable à une alliance avec la Russie contre le Royaume-Uni et ce n'est qu'à partir de 1912 qu'elle s'aligne sur la position officielle d'alliance avec l'Autriche-Hongrie. L'Association allemande pour la défense (Deutscher Wehrverein (de)), fondée en 1912 à la suite de la seconde crise marocaine et qui atteint jusqu'à 100 000 membres, fait campagne pour le renforcement de l'armée : plutôt sceptique sur les aventures maritimes et coloniales, elle voit l'avenir de l'Allemagne dans une hégémonie sur la Mitteleuropa. Dans une partie de l'opinion allemande, par exemple dans un essai publié en avril 1912 par le général Friedrich von Bernhardi, « L'Allemagne et la prochaine guerre », la France est vue comme un pays en déclin, minée par la dénatalité et par la perte des valeurs morales, mais dangereuse par sa volonté de revanche sur la Guerre franco-allemande de 1870-1871 et sa politique d'encerclement de l'Allemagne : Bernhardi, dans la logique du darwinisme social, préconise une guerre préventive,. Le Centre catholique (Zentrum) et les libéraux de droite sont favorables à l'expansion maritime et coloniale, sur laquelle les junkers des provinces de l'Est sont plus réservés. Pour d'autres raisons, le Zentrum est favorable au soutien à l'Autriche-Hongrie, puissance catholique, dans son expansion vers les Balkans et sa rivalité avec la Russie et le royaume de Serbie.

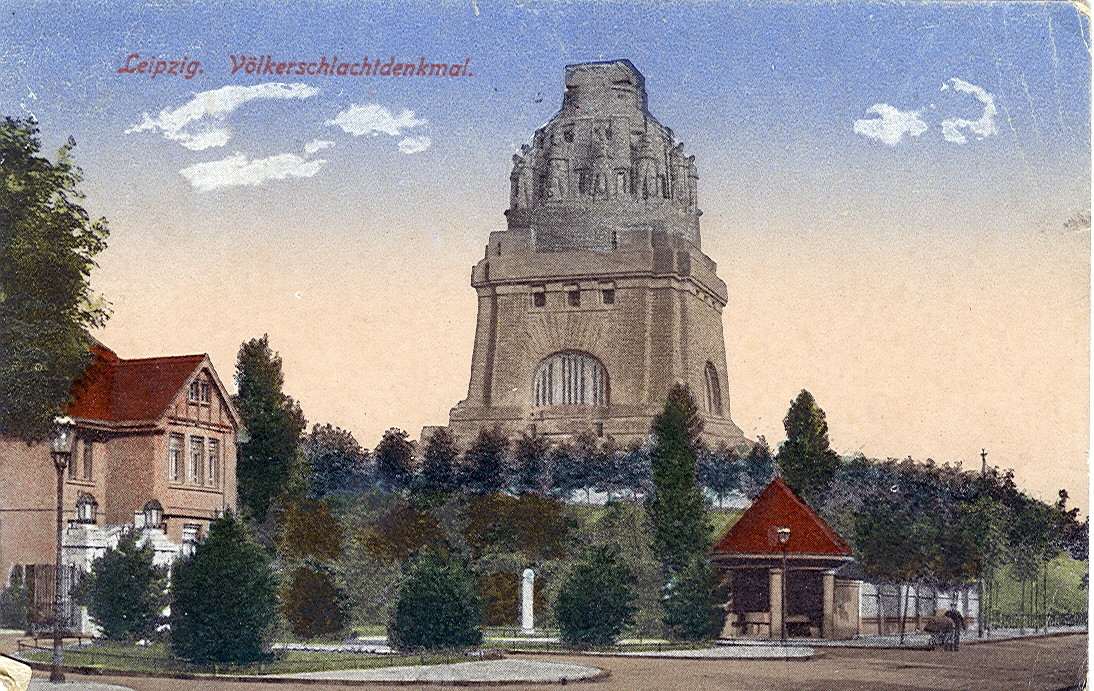
Monument du centenaire de la bataille de Leipzig élevé en 1913, carte postale allemande, v. 1914.

Le militarisme ne fait pourtant pas l'unanimité. Le centenaire de la « guerre de libération » de 1813 contre Napoléon donne lieu à de grandes démonstrations de patriotisme qui culminent avec l'érection du monument commémoratif de la bataille de Leipzig, mais, la même année, Guillaume II, qui célèbre le 25e anniversaire de son avènement, est acclamé comme « l'empereur de la paix ».

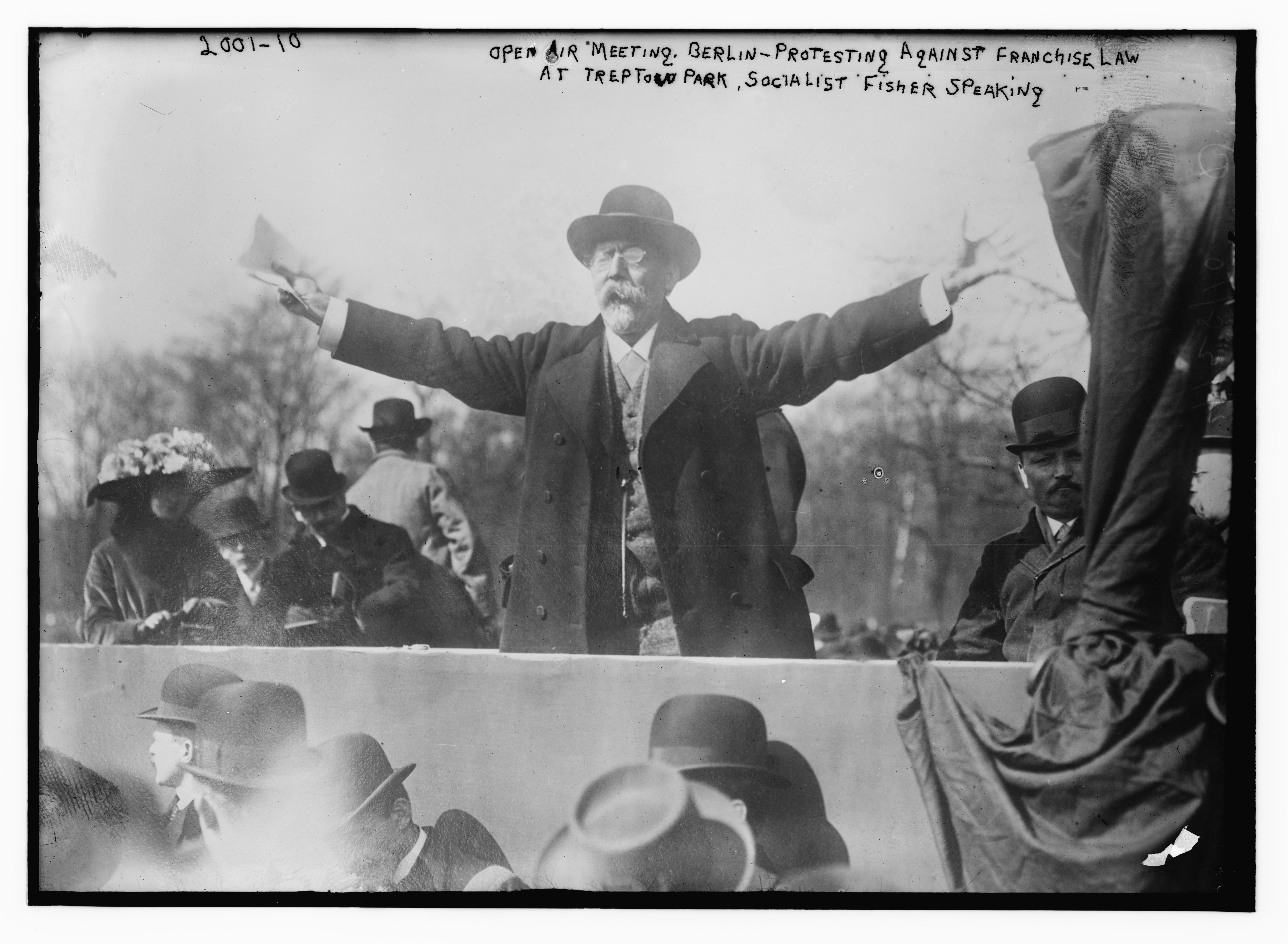
Orateur social-démocrate au parc de Treptow à Berlin en 1900.

Le Parti social-démocrate d'Allemagne, reconstitué après sa dissolution par Bismarck en 1878, est une force politique de premier plan, même s'il est relativement isolé sur la scène politique : aux élections du Reichstag de 1912, il devient le premier parti d'Allemagne avec 34% des voix et 110 sièges. Ses dirigeants affichent une position patriotique, qui n'est pas toujours partagée par leur base. Pendant la crise marocaine qui oppose les ambitions coloniales françaises et allemandes, des centaines de milliers de manifestants se rassemblent à Berlin et autres villes d'Allemagne, pour dire non à la guerre : le mouvement culmine le 3 septembre 1911 avec un rassemblement de 2,5 millions de personnes à Berlin au parc de Treptow.
Le Congrès de l'Internationale socialiste, qui se tient à Bâle en novembre 1912, et où la social-démocratie allemande tient une place prépondérante, se change en manifestation contre la guerre au milieu de la crise des guerres balkaniques. En 1913, les sociaux-démocrates sont le seul parti à voter contre une augmentation des effectifs militaires de 136 000 hommes ; ils contribuent pourtant indirectement à son financement, en votant pour un nouvel impôt sur l'accroissement de la fortune, alors que les partis conservateurs avaient voté contre. Pendant la crise de juillet 1914, de nouveaux rassemblements pacifistes se tiennent à Berlin et Düsseldorf. Mais tous les partis, socialistes compris, admettent de plus en plus la nécessité de défendre l'Allemagne contre les ambitions de la Russie et le panslavisme.

## L'Allemagne en guerre

### L'entrée en guerre

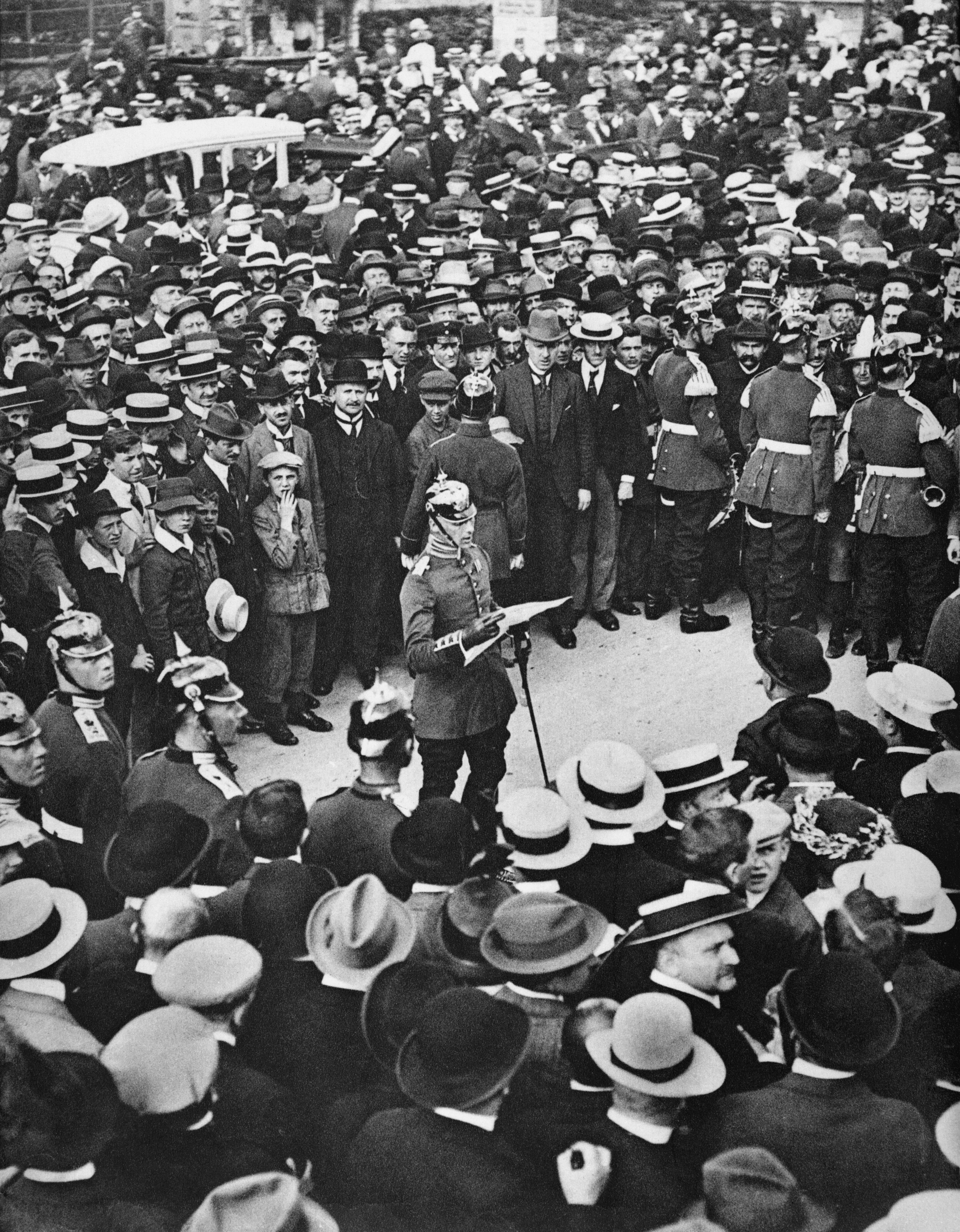
Annonce de l'ordre de mobilisation à Berlin le 1er août 1914 : la réaction publique est grave et souvent inquiète.

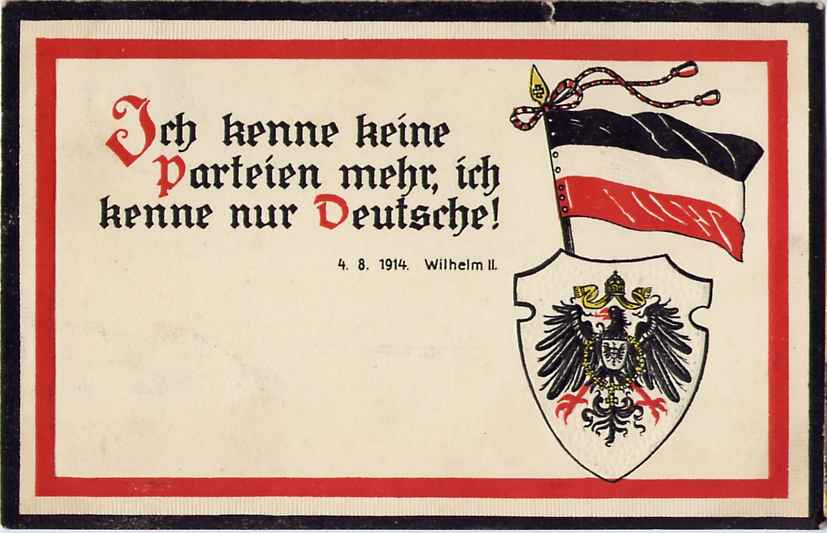
« Je ne connais plus de partis, je ne connais que des Allemands - Guillaume II, 4 août 1914 » : carte postale d'un slogan de la paix civique, 1915.

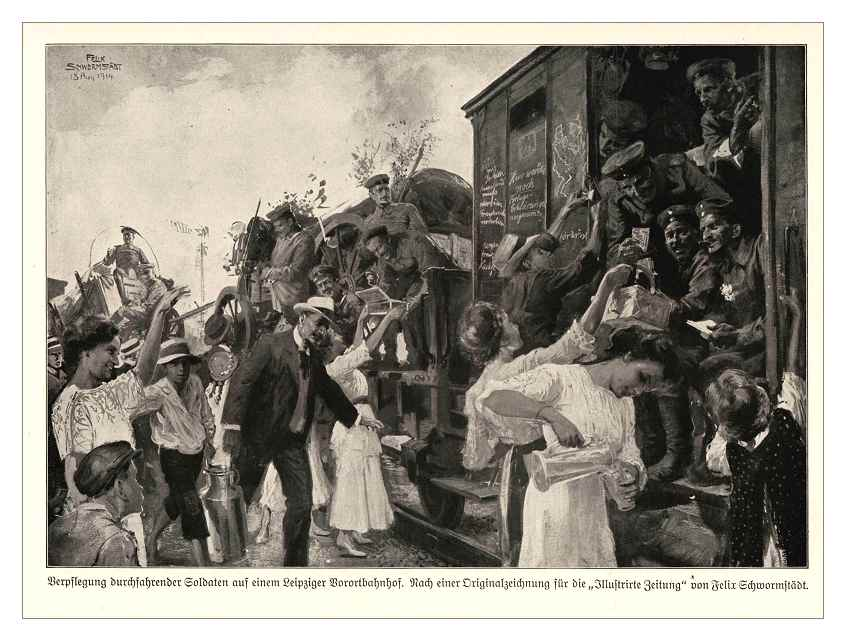
Civils ravitaillant les soldats dans une gare de la banlieue de Leipzig, dessin de Felix Schwormstädt, Illustrirte Zeitung, v. 1914-1918.

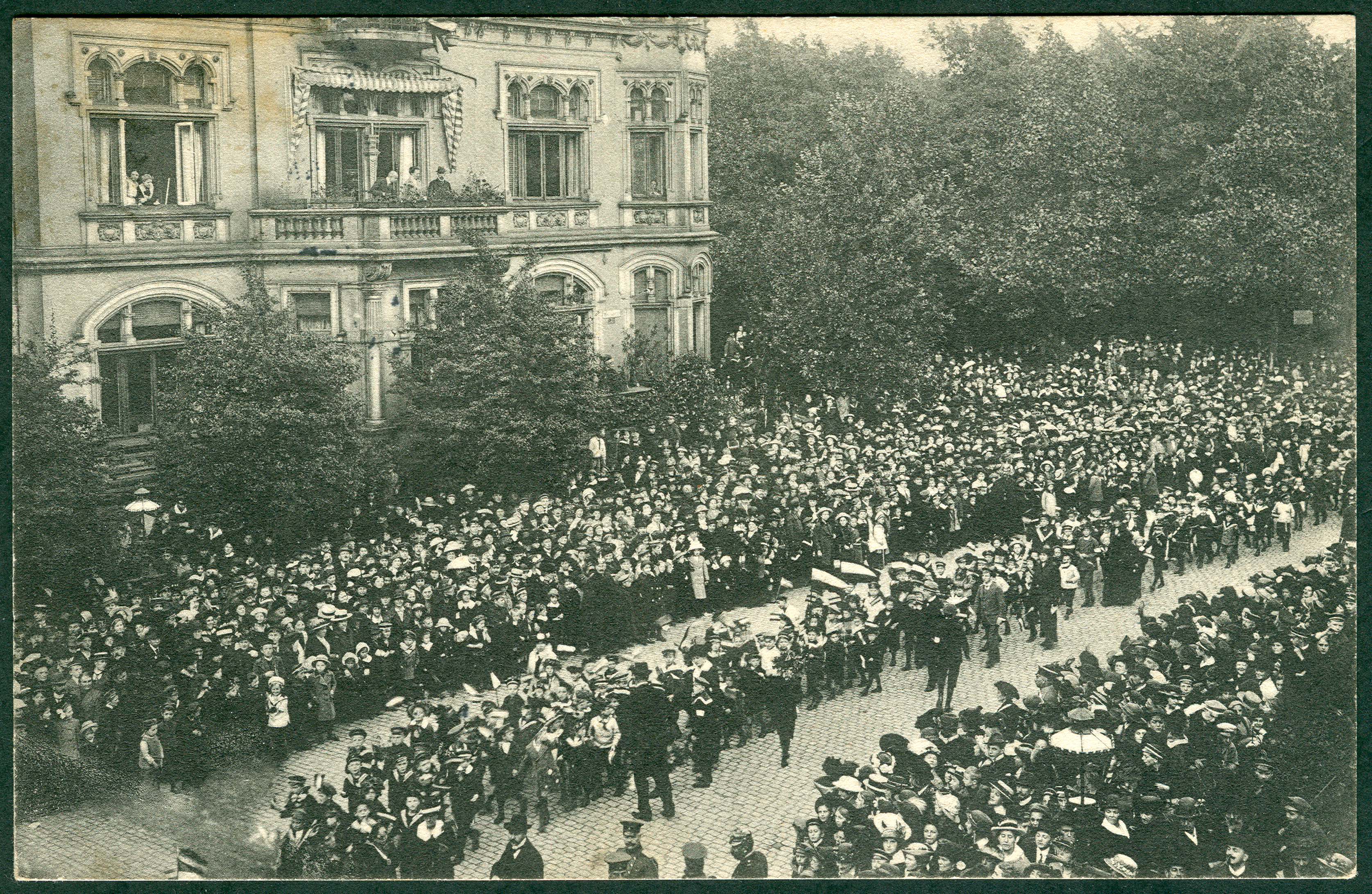
4000 enfants de Hanovre qui ont contribué à la campagne de collecte de restes de viande défilent pour l'anniversaire du Feld-maréchal Hindenburg le 2 octobre 1915.

La crise de juillet, déclenchée par l'assassinat du prince héritier d'Autriche-Hongrie, débouche sur une escalade militaire. La déclaration de guerre de l'Autriche-Hongrie à la Serbie, le 28 juillet 1914, entraîne la mobilisation générale de l'armée russe le 30 juillet, malgré la mise en garde de l'Allemagne, permettant au gouvernement allemand, pour son opinion intérieure, de présenter le tsar comme l'agresseur. Le chef d'état-major von Moltke a alors les mains libres pour obtenir la mobilisation générale allemande le 31 juillet 1914 et déclencher le plan Schlieffen d'invasion de la France, en violant la neutralité de la Belgique.
La réaction de la population est inégale : les manifestations d'enthousiasme bruyant concernent une frange de la population urbaine, surtout la grande et petite bourgeoisie, alors que chez les paysans et ouvriers, l'ambiance est plus grave et recueillie ; mais pratiquement tous admettent la nécessité de défendre la patrie agressée,.
Le 4 août 1914, jour du vote des crédits de guerre au Reichstag, à la cathédrale de Berlin, Ernst Dryander (de), prédicateur de la cour, prononce devant l'empereur et une partie de la classe politique un sermon dont le thème est inspiré de l'Épître aux Romains : « Si Dieu est pour nous, qui sera contre nous ? ». Le clergé de l'Église protestante prussienne reprend la devise : « avec Dieu pour l'empereur et l'Empire » et voit dans le conflit « la cause (..) de la justice et donc de Dieu », une lutte « pour Dieu, contre Satan ». En général, les Églises catholique et protestantes attendent de la guerre un réveil du sentiment religieux et un recul des idées matérialistes mais leur discours tient plus de l'action de grâce que de la haine de l'ennemi.

### Partis et syndicats: unité et divergences
Les partis de droite et du centre n'envisagent qu'une guerre victorieuse, qui permettrait à l'Allemagne de se tailler une place légitime. Certains commencent déjà à définir leurs buts de guerre. Le 2 septembre 1914, Heinrich Class, chef de la Ligue pangermaniste, distribue aux dirigants civils et militaires un mémorandum où il préconise l'annexion de la Belgique et d'une grande partie du nord de la France, ainsi que l'expulsion des populations inassimilables. Le même jour, Matthias Erzberger, chef du Zentrum, soumet un projet à peine plus modéré : il recommande de rattacher à l'Allemagne le bassin de Briey et des parties de la Lorraine et de satelliser la Belgique. Le programme de septembre présenté le 9 du mois par le chancelier Theobald von Bethmann Hollweg reprend en partie ces exigences.
Bien que les discussions publiques sur les buts de guerre soient interdites, les principales associations patronales s'alignent progressivement sur le programme d'annexions des pangermanistes : en mai 1915, la Fédération des agriculteurs, la fédération centrale des industriels allemands (de), la Ligue des industriels (de) et l'Association des classes moyennes (de) déposent des mémorandums dans ce sens. En juin 1915, une pétition des milieux intellectuels, rassemblant 1 347 signatures dont 352 professeurs d'université, réclame le démantèlement de l'Empire russe et la transformation des pays baltes et d'autres régions de l'Est en colonies de peuplement allemand en expulsant une partie des populations.
En juillet 1915, une autre groupe d'intellectuels présente une pétition en sens inverse pour s'opposer à toute annexion à l'Ouest sans les exclure totalement à l'Est : elle réunit quelques signatures prestigieuses, dont l'historien Hans Delbrück, les physiciens Albert Einstein et Max Planck et le théologien Adolf von Harnack, au total 191 signataires.
Le Parti social-démocrate, qui avait renoncé depuis 1907 à l'idée d'une grève générale contre la guerre, ne peut qu'accepter le fait accompli, sous peine d'une interdiction et d'une totale marginalisation. Le 3 août, le groupe parlementaire social-démocrate au Reichstag, par 78 voix contre 14, vote l'acceptation des crédits de guerre et, le lendemain, le député Hugo Haase, qui s'était pourtant prononcé contre les crédits, vient présenter au parlement le ralliement de son parti à l'union nationale pour empêcher une « victoire du despotisme russe » ; il réaffirme l'opposition de son parti à toute guerre de conquête et souhaite une conclusion rapide du conflit qui permette de restaurer « l'amitié avec les peuples voisins ». Sa déclaration est saluée par les applaudissements des députés et des tribunes. Le ralliement des socialistes inaugure la période du Burgfrieden (diversement traduit par « paix civique » ou « paix au château »), terme médiéval qui évoque l'interdiction des conflits et luttes de partis dans une enceinte fortifiée, équivalent de l'Union sacrée en France. Les principales forces d'opposition, les sociaux-démocrates et les catholiques, acceptent de suspendre provisoirement les oppositions politiques et les antagonismes de classes.
Le premier député du Reichstag tombé au combat est un social-démocrate d'origine juive, Ludwig Frank, tué le 3 septembre 1914 à Baccarat, ce qui ne désarme d'ailleurs pas les attaques antisémites. Le député Karl Liebknecht est le premier à se détacher du Burgfrieden en refusant de voter les crédits de guerre en décembre 1914 ; il fonde son propre courant, la Ligue spartakiste, qui reste longtemps marginal. Un autre courant, mené par Hugo Haase, commence à se singulariser au printemps 1915, en contestant les buts de guerre et l'arrêt des revendications sociales.
Dans le monde syndical, l'Association libre des syndicats allemands (FVdG) est la seule à refuser dès 1914 le Burgfrieden et l'arrêt des revendications.

### Régions et minorités nationales

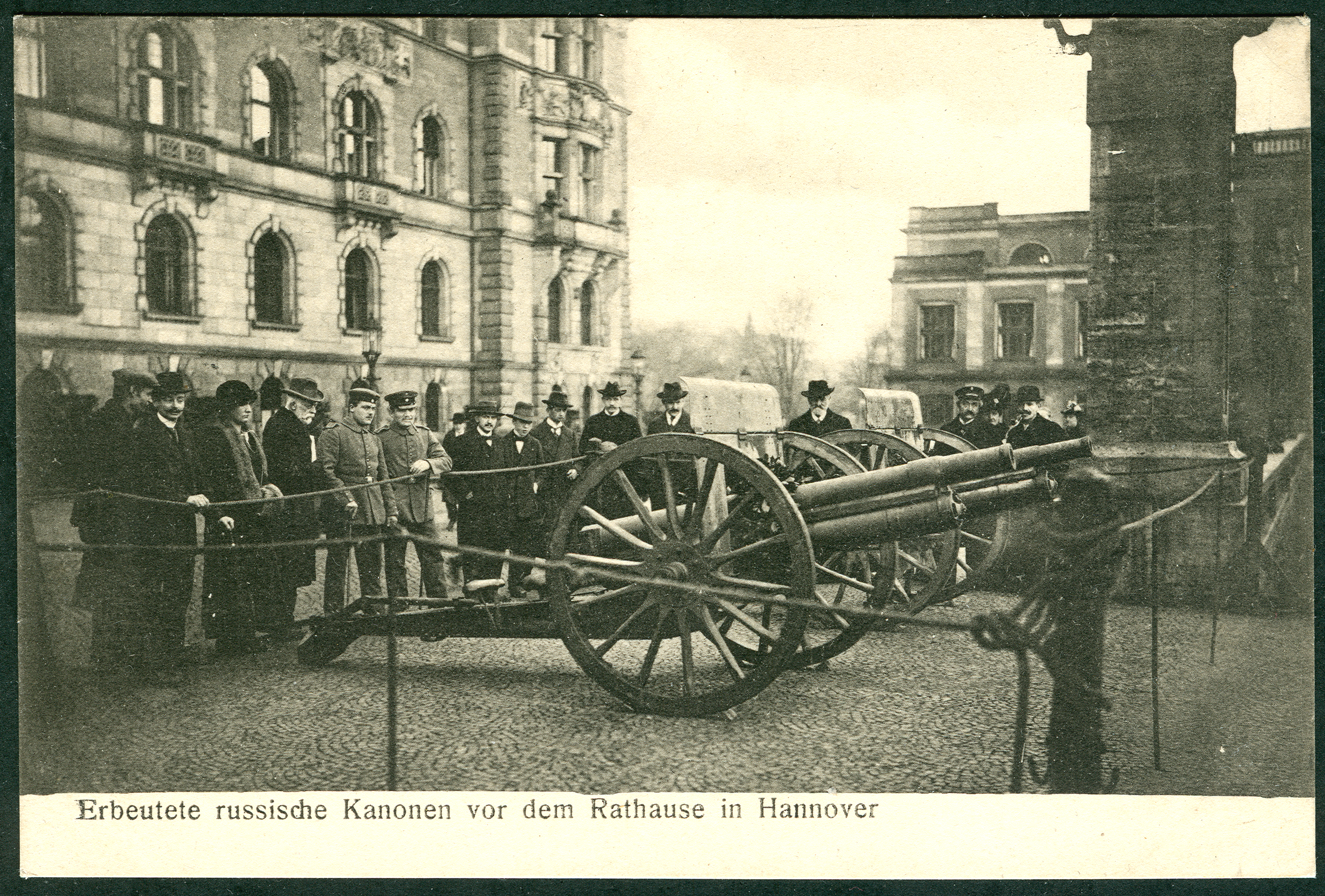
Canons russes capturés exposés devant l'hôtel de ville de Hanovre en 1914.

La guerre renforce, au moins dans un premier temps, le sentiment d'unité allemande : toutes les provinces communient dans la glorification du passé prussien, de Frédéric le Grand, de la « guerre de libération » de 1813, et participent à l'aide à la Prusse-Orientale brièvement envahie par les Russes en 1914.
L'entrée en guerre déclenche l'application de la loi prussienne de 1851 sur l'état de siège qui place toutes les administrations civiles sous la tutelle des 24 régions militaires. Seule la Bavière conservant son autonomie administrative, ce qui provoque des litiges continuels entre autorités militaires et civiles. Les commandants de ces régions, qui correspondent aux secteurs de recrutement des corps d'armée, sont en même temps responsables de la police, du ravitaillement et de la censure, le plus souvent sans coordination entre eux, et avec une efficacité limitée. En raison du renouvellement rapide des effectifs, les noms traditionnels des régiments, qui évoquaient les provinces de Prusse et les principautés, sont remplacés par une numérotation uniforme.
Cependant, à mesure que les difficultés s'accumulent, le courrier des soldats rhénans, hanovriens, hessois et même silésiens révèle un ressentiment croissant contre la classe des junkers prussiens, jugés arrogants, mégalomanes et responsables de l'enlisement du conflit ; ce sentiment est encore plus marqué chez les Bavarois.

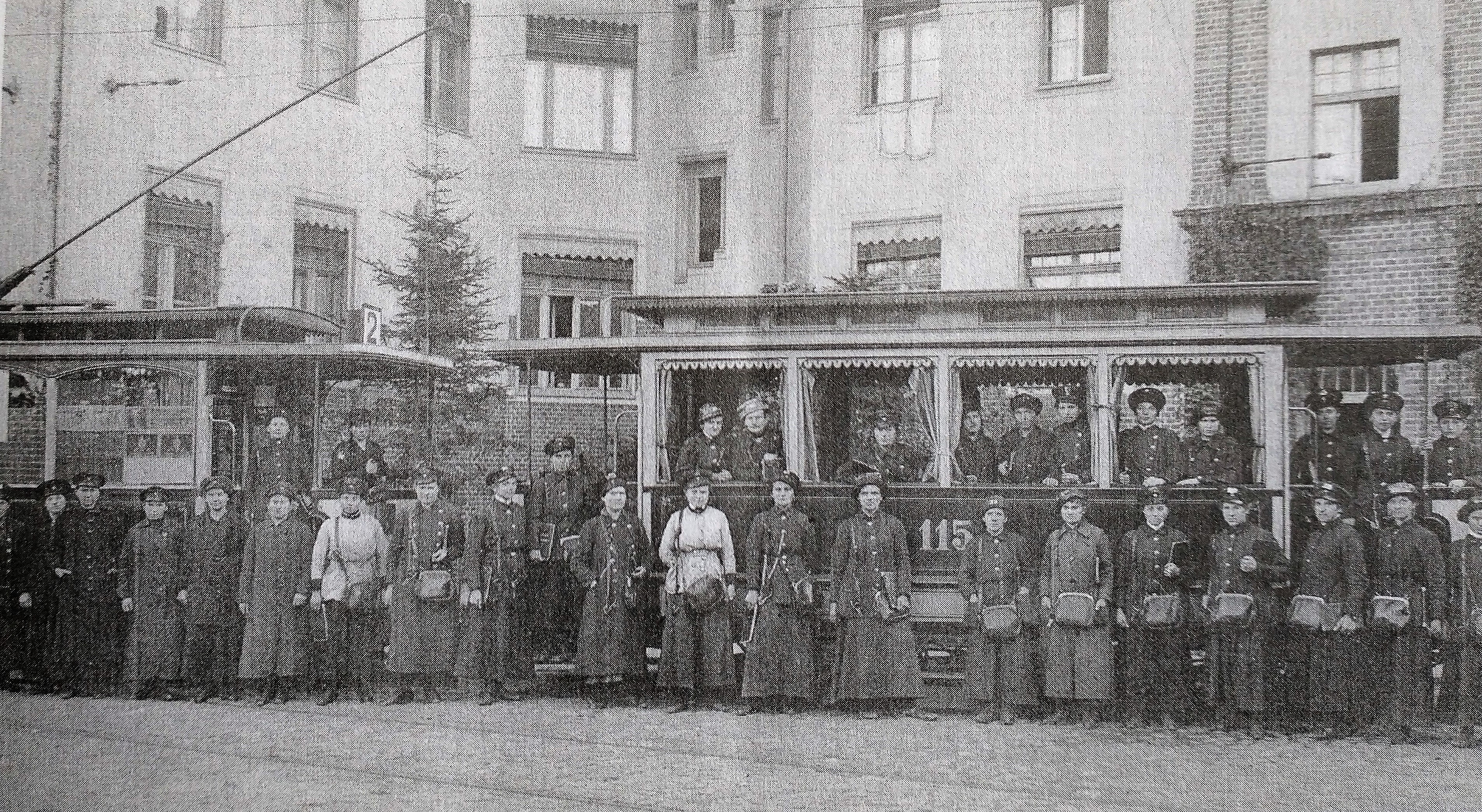
Employés du tramway, hommes et femmes, à Posen vers 1915.

Le Burgfrieden s'étend aussi provisoirement aux Polonais de Posnanie, principale minorité nationale du Reich. La politique d'assimilation forcée menée par l'Allemagne et par l'Empire russe depuis les partages de la Pologne les rend également rebutantes pour les Polonais : seule l'Autriche-Hongrie a une politique plus bienveillante, autorisant une autonomie de fait et un usage sans restriction de la langue polonaise, dans l'espace public et privé. C'est logiquement vers l'Autriche-Hongrie que se tournent les nationalistes polonais, convaincus que la défaite de l'Empire russe donnera l'indépendance à la plus grande partie de la Pologne historique. Le militant indépendantiste Józef Piłsudski, né en Lituanie sous domination russe, se réfugie en Galicie pour préparer le soulèvement de la Pologne russe et, au lendemain de la déclaration de guerre, lever une légion polonaise contre les Russes. La question de la Posnanie et des autres provinces sous domination prussienne est remise à plus tard. Les Polonais d'Allemagne, soit par discipline collective, soit par hostilité envers la Russie, se laissent mobiliser dans l'armée allemande et leurs députés au Reichstag votent les crédits de guerre.
Les Alsaciens-Lorrains, sujets allemands depuis 1871, sont eux aussi mobilisés dans l'armée allemande. Les appels à la défection vers la France n'ont qu'un succès limité : 18 000 Alsaciens-Lorrains s'engagent dans l'armée française, mais 380 000 servent dans l'armée allemande.

### Une économie de guerre sous tension

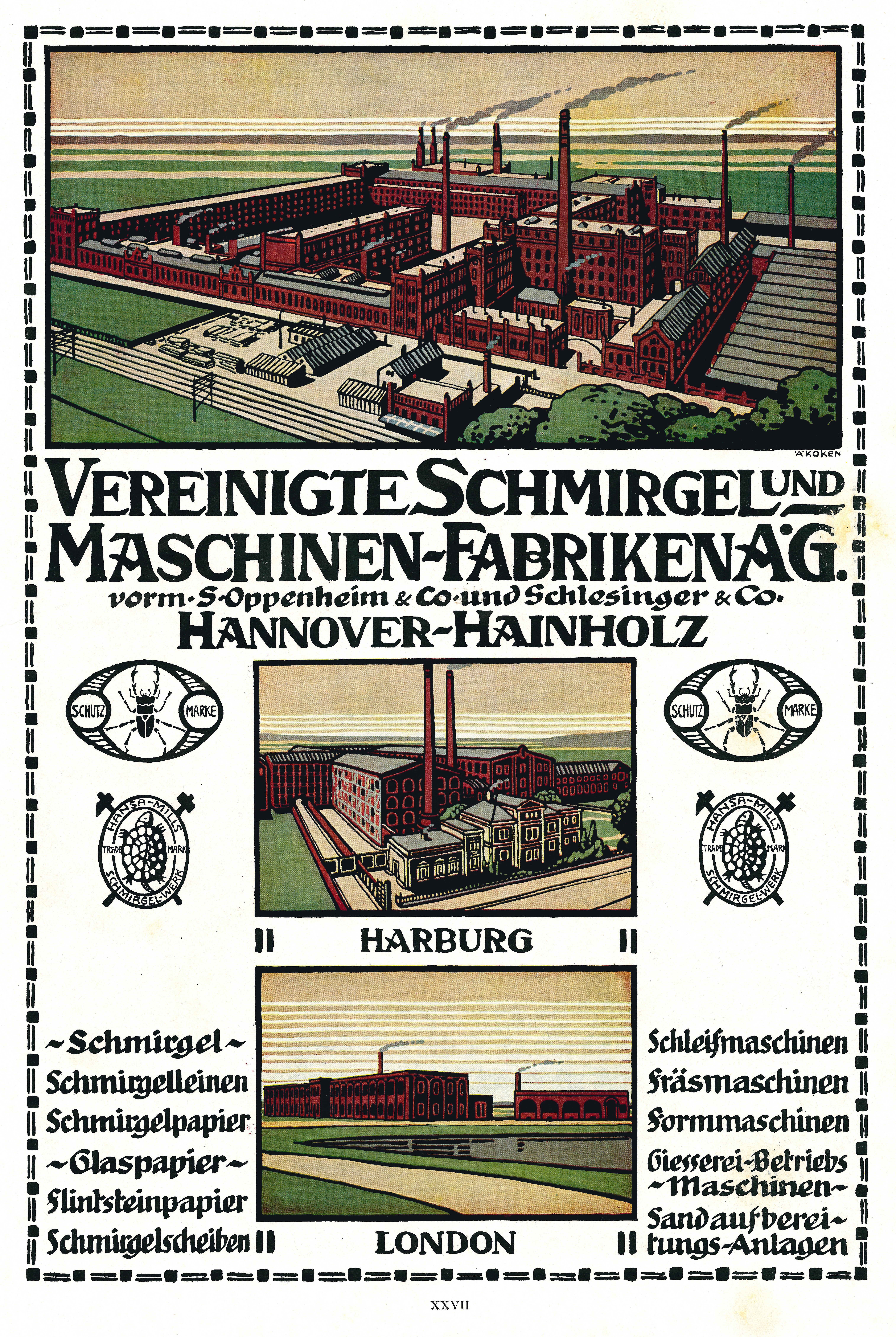
Une industrie très dépendante du commerce extérieur : usines d'émeri et de machines Oppenheim et Schlesinger à Hanovre, Harbourg et Londres, Illustrirte Zeitung, 1911.

L'état-major allemand, comme ceux des autres puissances européennes, prévoit une guerre courte. Le chef d'état-major Alfred von Schlieffen, en 1909, déclare qu'une guerre prolongée est impossible dans une société moderne, où tout dépend de l'activité ininterrompue de l'industrie et du commerce. Le plan Schlieffen prévoit une victoire rapide par la violation de la neutralité belge, afin de mettre la France hors de combat, avant que la Russie n'ait eu le temps de mobiliser ses troupes. L'état-major n'envisage pas de plan d'économie de guerre : le rôle économique du gouvernement doit se limiter à prévenir les disettes et les troubles sociaux qui pourraient affecter le moral des troupes,.
Ni la loi prussienne sur l'état de siège, ni la loi d'Empire sur les services de guerre, votée après le conflit de 1870-1871, ne sont adaptées aux exigences de 1914. Le 4 août 1914, le Bundesrat reçoit l'autorisation de promulguer des ordonnances pour réparer les préjudices économiques, mais il fait peu usage de cette prérogative. Ce sont des industriels privés, Walther Rathenau, patron du groupe électrique et métallurgique AEG, et son adjoint Wichard von Moellendorf (de) qui, le 9 août 1914, présentent le premier plan de gestion centralisée des matières premières, en particulier du cuivre. Le ministre de la Guerre Erich von Falkenhayn approuve le plan, et confie à Rathenau la direction d'un département des matières premières de guerre (Kriegsrohstoffabteilung (en), KRA) qui compte 4 employés au départ, mais 350 en 1915 et 2 000 en 1918. Le patronat crée un Comité des industries de guerre qui vise à coordonner la production mais aussi à limiter la tutelle de l'État. Le KRA n'a que peu de pouvoir sur les entreprises et doit recourir à des mesures incitatives, tolérer des bénéfices élevés, promettre aux industriels de grosses commandes et un accès privilégié aux marchés d'après-guerre.

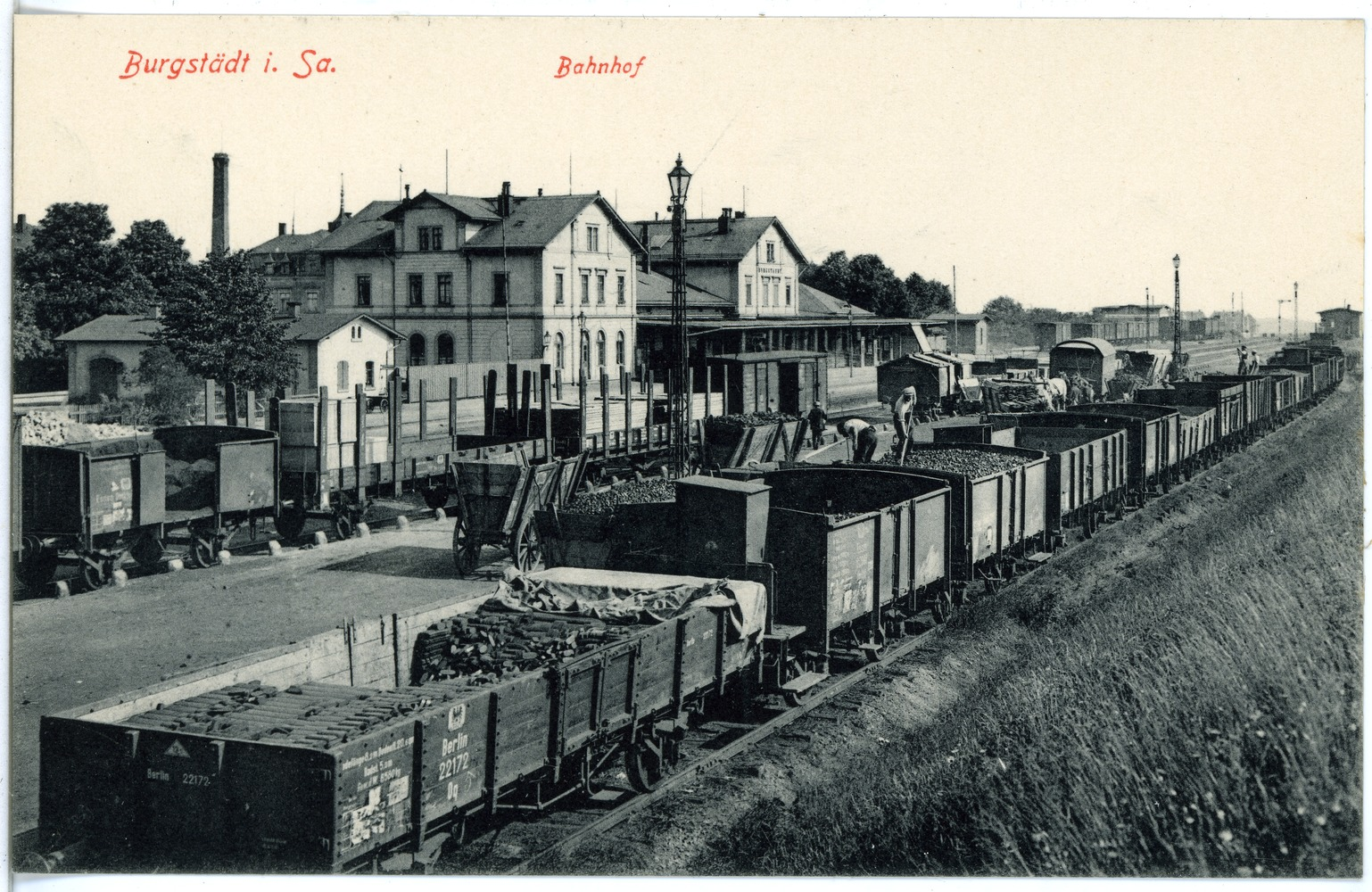
Train de charbon à Burgstädt en 1915.

Le premier inventaire des ressources montre un risque de pénurie à brève échéance : dès les premières grandes batailles, la consommation de matériel est largement supérieure aux prévisions et l'armée connaît une crise des munitions en novembre 1914. Au cours de l'été 1914, la production industrielle connaît une chute spectaculaire : -62,5% pour le fer, -65% pour l'acier, due à la pénurie de matières premières importées, à la fermeture des marchés d'exportation et à l'accaparement du réseau ferroviaire par l'armée, ainsi qu'à la mobilisation de nombreux ouvriers, en particulier des mineurs de charbon.
L'arrêt des importations de charbon britannique porte un coup dur à l'économie allemande même si les importations en contrebande, via la Suède, se prolongent jusqu'en 1916.
La gestion autoritaire des matières premières est d'abord mise en place en Belgique occupée : des sociétés allemandes, avec la participation d'industriels privés (y compris AEG), réquisitionnent 1 200 tonnes de laine dans le bassin de Verviers ; en septembre-octobre, la formule est étendue aux secteurs de la chimie et de la métallurgie.
L'industrie chimique est mise à contribution pour développer la production de munitions et la conception de nouvelles armes, les gaz chimiques : le chimiste Carl Duisberg, directeur de la firme Bayer, de Leverkusen, produit du caoutchouc synthétique et autres ersatz et, avec le concours de Fritz Haber, fait campagne pour la fabrication de gaz de combat, qui seront opérationnels en 1915,et feront de terribles dégâts chez les soldats français et alliés.

### Agriculture et ravitaillement

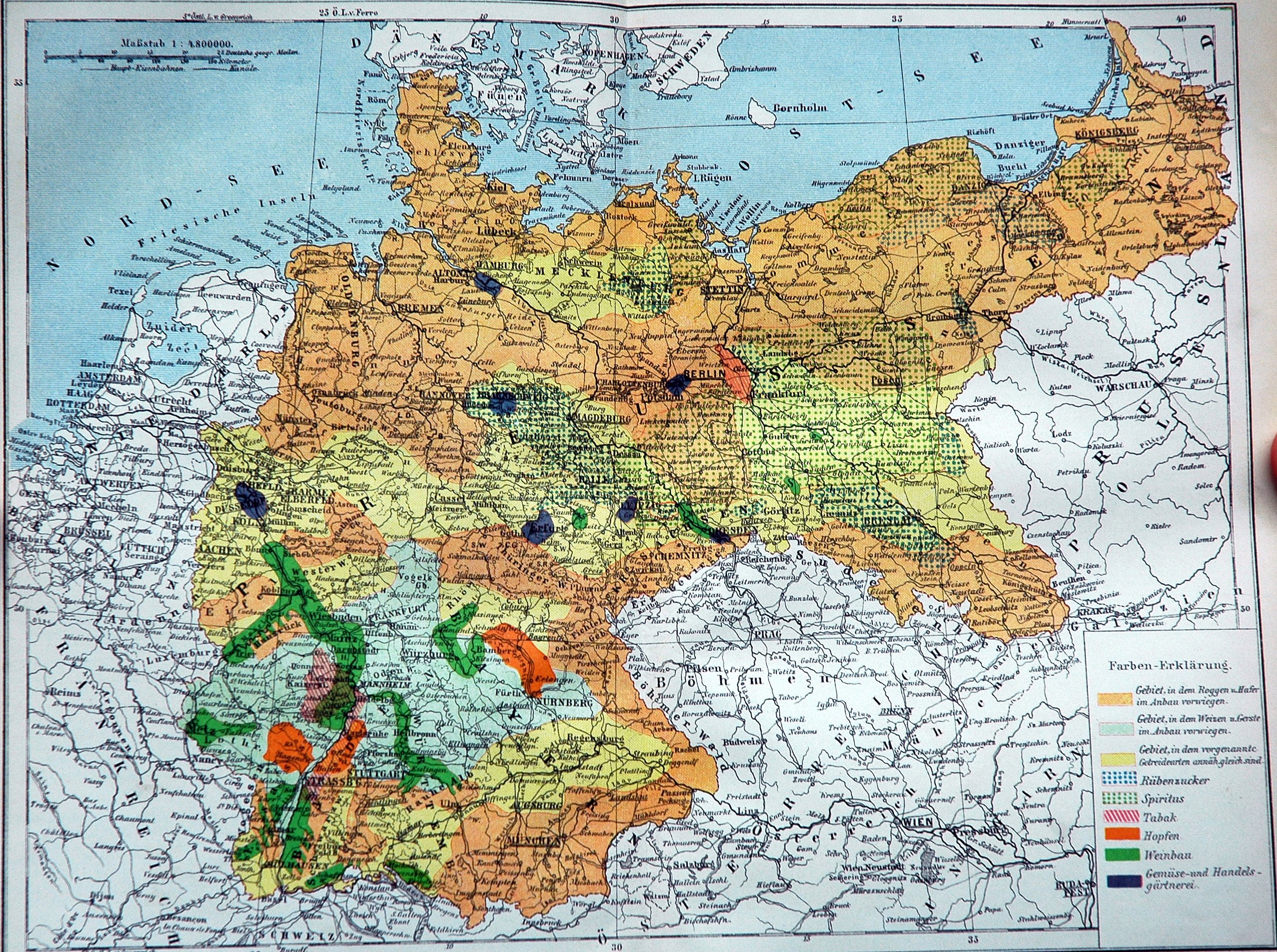
Carte des différentes zones agricoles dans l'Empire : dominante de céréales (orange), pâturages (vert pâle), équilibre des deux (jaune) ; betteraves (points bleus), tabac (hachures rouges), houblon (rouge), vignoble (vert), jardins maraîchers (violet).

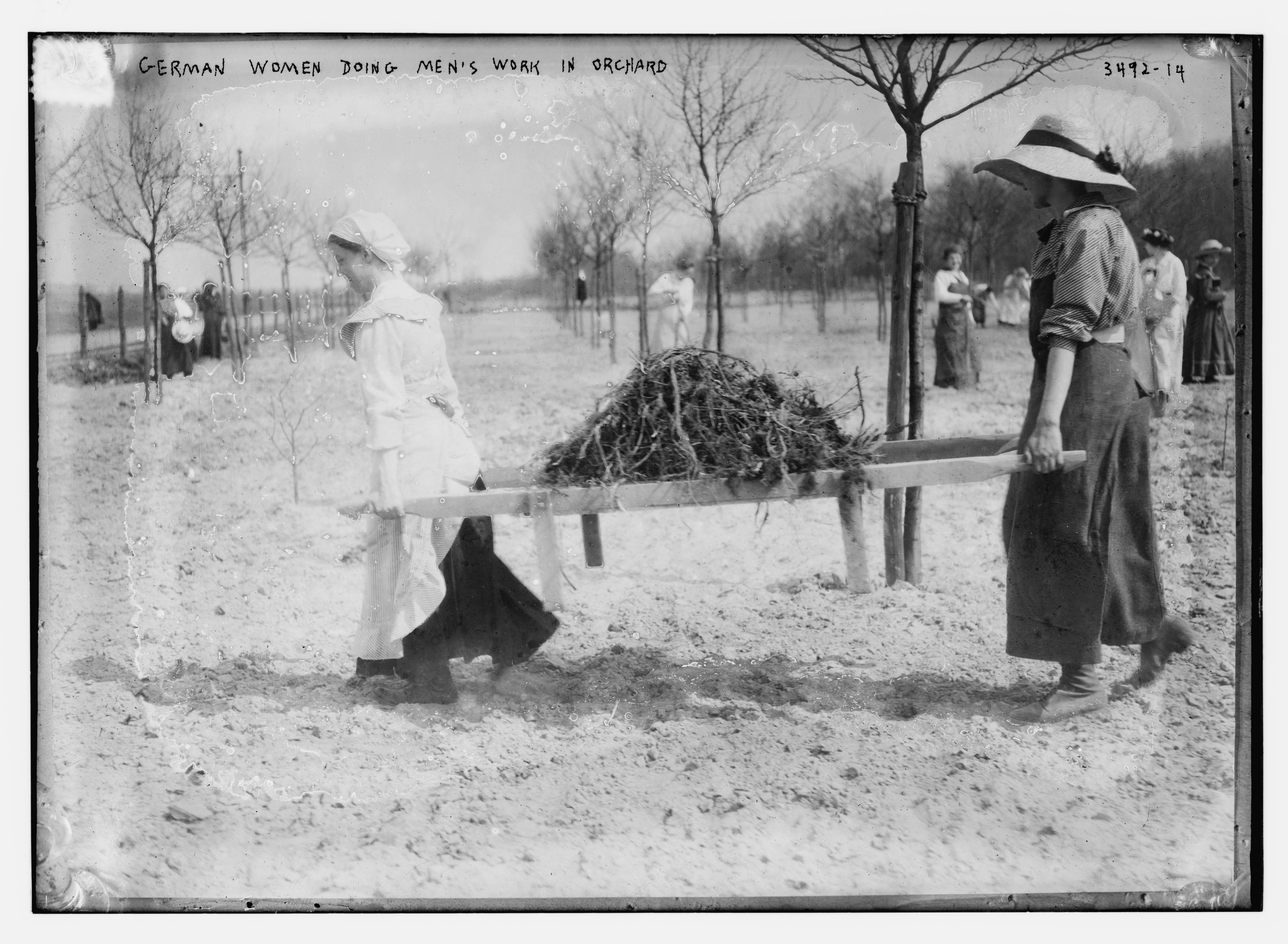
Femmes allemandes travaillant dans un verger, 1914.

L'agriculture, protégée par des mesures protectionnistes, pour le bénéfice des junkers, et des associations paysannes, accroît ses rendements grâce aux engrais chimiques : Cependant, à la veille de la guerre, l'Allemagne doit importer un tiers de sa nourriture. Excédentaire en seigle et sucre de betterave, autosuffisante en pommes de terre et viande de porc, elle importe une grande partie de ses céréales et de ses fourrages. En outre, les grands domaines à l'est de l'Elbe emploient beaucoup de main-d'œuvre étrangère.
En 1911, Clemens von Delbrück secrétaire d'État à l'Intérieur, avait demandé la constitution de stocks préventifs de blé pour la période difficile de la soudure : son collègue des Finances s'y était opposé pour des raisons budgétaires, et l'affaire en resta là. Rien n'est prévu pour une gestion nationale du ravitaillement : les différents services chargés d'approvisionner l'armée se font concurrence et contribuent à la hausse des prix. Par exception, le major-général Wilhelm Groener, responsable du service des chemins de fer de l'état-major, avait prévu un plan de transport ferroviaire incluant le ravitaillement des villes.
En juillet 1914, c'est un armateur privé, Albert Ballin, directeur de la Hamburg America Line, qui prend l'initiative d'achats massifs de blé. Dès août 1914, Walther Rathenau demande que le ministère de la Guerre établisse une tutelle sur le marché alimentaire, comme il l'avait fait pour celui des matières premières, mais le ministre Falkenhayn s'y oppose, déclarant que cela ne relevait pas de la compétence de l'armée. En septembre 1914, les industriels Alfred Hugenberg et Hugo Stinnes et plusieurs maires de la Ruhr demandent le soutien du gouvernement, pour constituer un stock de deux millions de tonnes de blé. Le 7 novembre 1914, un Office des céréales du Reich (Reichsgetreidestelle (de)) est créé sous la direction de Georg Michaelis.

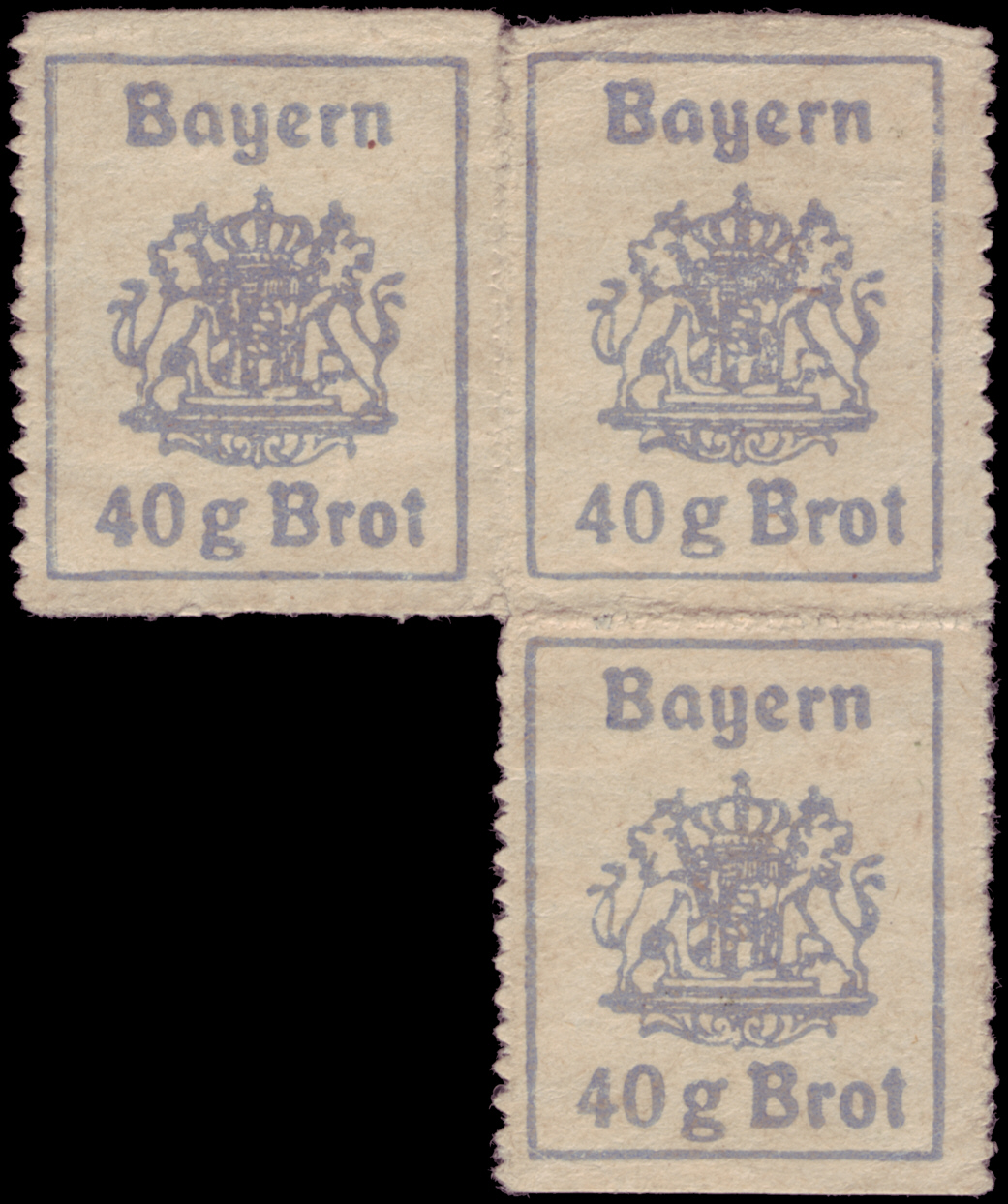
Tickets de rationnement pour 40 gr de pain, royaume de Bavière.

La guerre interrompt brutalement les importations de salpêtre du Chili, faiblesse en partie compensée par la production d'engrais azotés grâce au procédé Haber-Bosch inventé en 1907-1908 par le chimiste allemand Fritz Haber. Pour remplacer les travailleurs migrants ou mobilisés, l'agriculture recourt au travail des femmes, des jeunes, puis des prisonniers de guerre et des travailleurs forcés étrangers ; mais le manque de bras et la perte de compétences entraînent une diminution des rendements.
À la fin de 1914, le Bundesrat fixe des prix maximaux pour le pain, les pommes de terre et le sucre, puis en 1915 pour d'autres produits de base, sans pouvoir enrayer la pénurie et le marché noir. L'usage pour l'alimentation animale des céréales panifiables, puis des pommes de terre et des betteraves, est interdit. Les boulangers produisent un « pain K » (pour « Krieg », guerre) de qualité inférieure. La carte de rationnement de pain est introduite en janvier 1915 et les municipalités sont chargées de la répartition.
disette s'installe pour la durée de la guerre : par rapport à une base 100 en 1913, la consommation de pommes de terre tombe à 31,2 en 1916-1917, celle de viande à 15, celle de poisson à 22, celle de beurre à 70,8. Pendant l'hiver 1917-1918, la ration moyenne tombe en-dessous de 1 000 calories.
Jusqu'en 1916, la majorité de l'opinion publique, y compris des sociaux-démocrates comme le député Gustav Bauer, pense que les problèmes de ravitaillement sont dus à la sclérose de la bureaucratie civile, et que le pouvoir militaire ne peut apporter qu'un progrès.

### La guerre sera longue

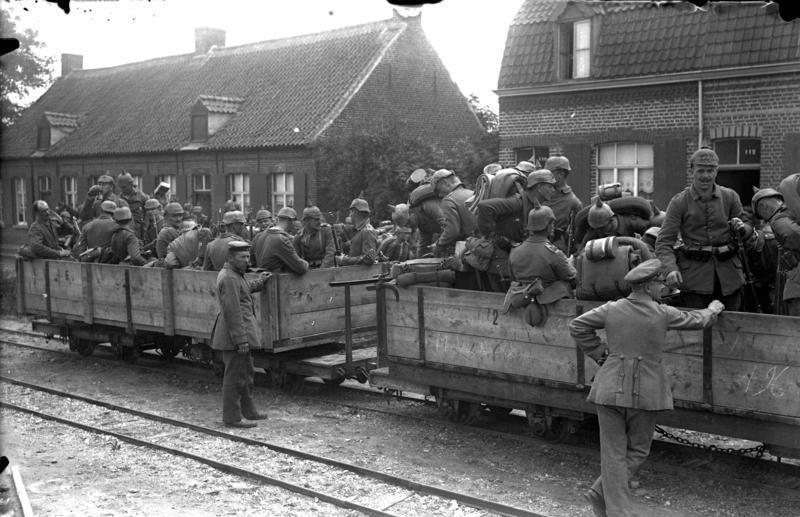
Départ des troupes pour le front, v. 1914-1915.

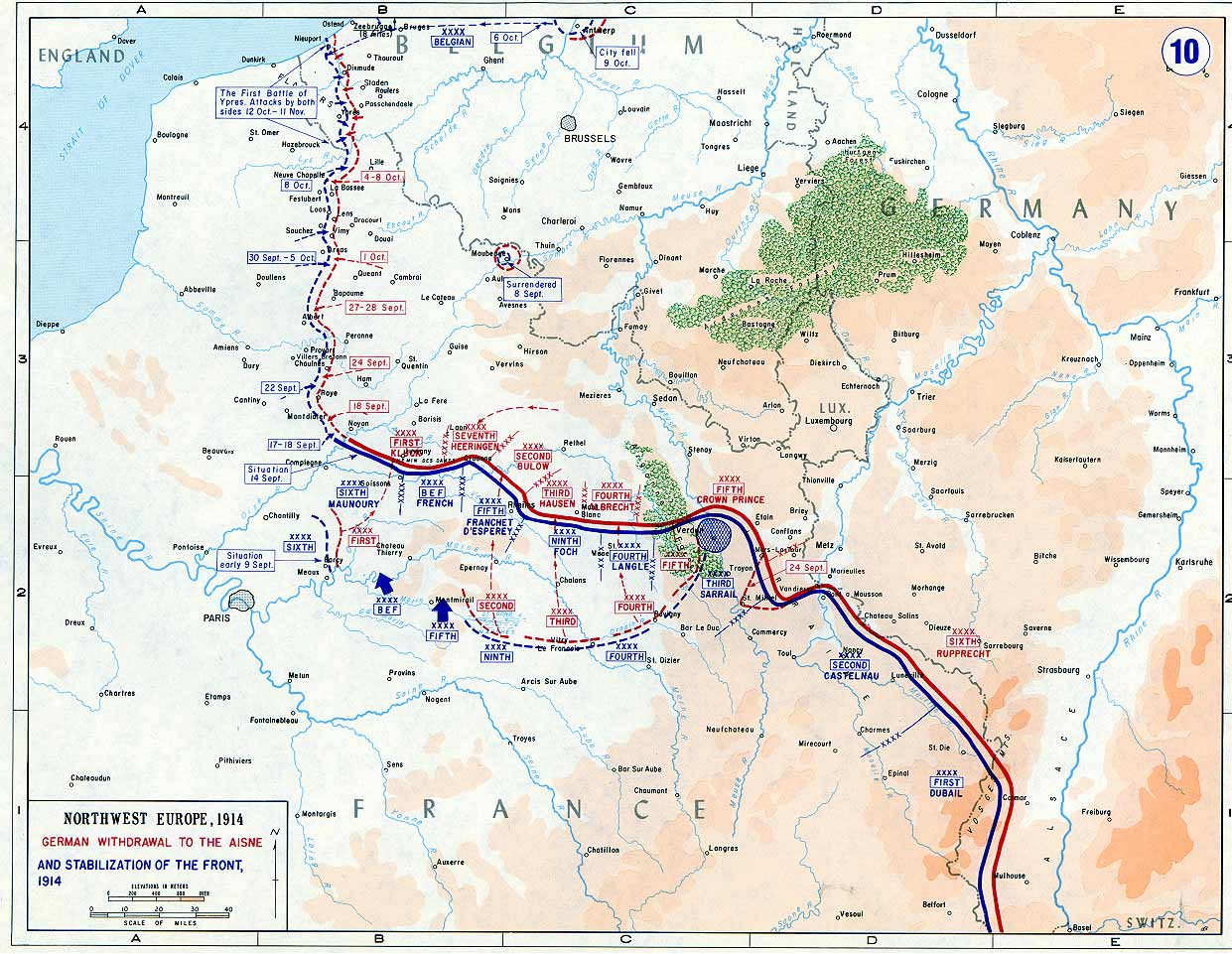
Front de l'Ouest en 1914.

Contrairement à toutes les prévisions, la guerre de mouvement de l'été 1914 ne débouche pas sur une conclusion rapide. Le plan Schlieffen prévoyait que la Belgique accueillerait fraternellement l'avance allemande. Or, l'armée belge oppose une résistance acharnée et la crainte imaginaire des franc-tireurs belges donne lieu à des représailles militaires, les atrocités allemandes en 1914, largement exploitées et exagérées par la propagande de l'Entente ; les Allemands tentent de nier l'existence de ces atrocités par le Manifeste des 93, signé par des intellectuels prestigieux, mais rédigé en fait par le service de renseignement de la Marine (Nachrichtenbureau der Reichsmarine (de)).
À la suite du maigre succès de ce manifeste, Matthias Erzberger est nommé à la tête d'un Bureau central pour l'information à l'étranger (Zentralstelle für Auslandsdienst) dépendant du ministère des Affaires étrangères chargé d'orchestrer la propagande par l'écrit et l'image afin de convaincre l'opinion mondiale des intentions pacifiques et du caractère très civilisé de l'Allemagne.
À l'inverse, la propagande allemande souligne les exactions de l'armée russe pendant sa brève invasion de la Prusse-Orientale en août 1914.
Les Allemands sont encore plus désappointés de voir le Royaume-Uni dans le camp adverse alors qu'ils le prenaient pour un pays frère : le slogan «Que Dieu punisse l'Angleterre ! » («Gott strafe England ») devient un leitmotiv du discours de guerre.
Après un début prometteur, où l'engagement immédiat des troupes de réserve leur donne un avantage numérique, la grande offensive des forces allemandes à travers la Belgique et le nord de la France échoue à quelques dizaines de kilomètres de Paris, lors de la bataille de la Marne, tandis que l'offensive de diversion conduite par Rupprecht de Bavière en Lorraine est repoussée : les 1,3 million de soldats allemands engagés sur le front de l'Ouest ne peuvent venir à bout de plus de 3 millions de soldats français, renforcés par les Belges et les Britanniques. La course à la mer de septembre 1914 s'achève sans résultat décisif et une guerre de tranchées s'établit entre la frontière suisse et la mer du Nord. Entre août et décembre 1914, les Français ont perdu 300 000 morts et les Allemands, 145 000 tués et 540 000 blessés.

## Mentalités de guerre

### La question juive

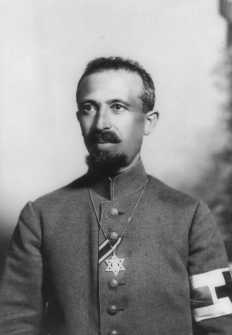
Le rabbin Aaron Tänzer, aumônier juif décoré de la Croix de fer (substituée par une étoile de David) en 1917.

L'union nationale du début de la guerre ne tarde pas à se fissurer.
Un des premiers signes est la puissante renaissance de l'antisémitisme. Alors que les Juifs avaient obtenu l'égalité civique par le décret Hardenberg de mars 1812 et la Constitution prussienne de 1850 et que beaucoup exerçaient des mandats de députés ou d'élus municipaux, pratiquement aucun Juif n'est promu officier de réserve entre 1885 et 1914, seule l'armée bavaroise faisant en partie exception. Le général Josias von Heeringen, ministre de la Guerre, déclare au Reichstag en février 1910 que cette discrimination de fait est destinée à ménager les sentiments des « classes inférieures », qui répugneraient à obéir à des officiers juifs. La présence de personnalités d'origine juive comme Walther Rathenau dans la direction de l'économie fait d'eux les boucs émissaires de la pénurie. En 1916, les rumeurs présentant les Juifs comme des embusqués et profiteurs de guerre prennent une telle ampleur que le ministre prussien de la Guerre ordonne d'établir une statistique de la présence des Juifs dans l'armée et les entreprises. Il s'avère que la proportion de Juifs parmi les combattants et les tués, comme parmi les personnels d'entreprises travaillant pour l'armée, correspond assez exactement à leur part dans la population allemande, mais ces résultats ne seront publiés qu'après la guerre.

### Face à l'ennemi
Les soldats français, pendant le conflit, cultivent une image contrastée de l'Allemand : ils insistent d'une part sur sa brutalité et sa «barbarie», et d'autre part sur sa supériorité technique, notamment en artillerie lourde, et son efficacité. Contrairement aux Français, traumatisés par l'invasion et le récit des atrocités allemandes en 1914, les militaires allemands ne se croient guère obligés d'encourager la haine de l'ennemi : leur attitude initiale envers les Français est plus teintée de supériorité et de mépris ; tant la presse que les témoignages de soldats évoquent le désordre et la saleté des tranchées françaises. Cependant, surtout à partir de la bataille de Verdun en 1916, ils reconnaissent de plus en plus les vertus combatives des Français et la qualité d'une partie de leur armement. Les troupes françaises sont mieux ravitaillées et les soldats allemands se régalent quand ils peuvent s'emparer d'une tranchée française, bien pourvue en vivres, vin et chocolat. Les trêves tacites et la fraternisation, bien qu'interdites par le commandement, ne sont pas rares, notamment à l'occasion de la Trêve de Noël.
Les incursions de l'armée russe en Prusse-Orientale, d'août 1914 à février 1915, alimentent les stéréotypes sur la « barbarie » des cosaques. L'avance allemande sur le front de l'Est est aussi ralentie par les mauvaises conditions d'hygiène et la crainte des maladies endémiques comme le typhus et le choléra.
L'échec des offensives allemandes, en particulier l'impasse meurtrière de la bataille de Verdun en 1916, donnent lieu à une baisse du moral et à une brève perte de confiance dans le commandement, vite résolue par la mise à l'écart du chef d'état-major Erich von Falkenhayn et son remplacement par les deux commandants du front de l'Est, Paul von Hindenburg, très populaire dans l'opinion depuis la victoire de Tannenberg, et son quartier-maître général Erich Ludendorff,.
Dans l'ensemble, les soldats se montrent fermes jusqu'aux derniers mois de la guerre. Stationnés dans des retranchements solides, la vue des dévastations de la zone de front, en France et en Belgique, les incite à tout faire pour éviter un pareil sort au territoire de la patrie. Le nombre de désertions est faible, environ 100 000 sur 13,2 millions d'hommes mobilisés ; les tribunaux militaires, confrontés à des traumatismes mal connus comme l'obusite, évitent le plus souvent de prononcer les peines maximales pour la désertion et l'insoumission : 48 condamnations à mort pendant toute la guerre, contre 600 pour les Français et 346 pour les Britanniques.

Face à l'ennemi : images
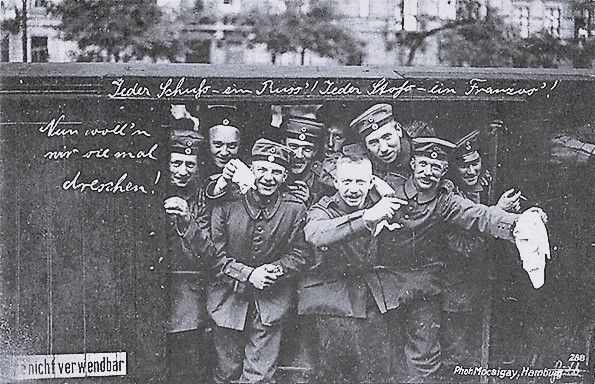
« Chaque balle, un Russe ! Chaque coup, un Français ! », carte postale de propagande de l'Association des femmes patriotes, 1914.
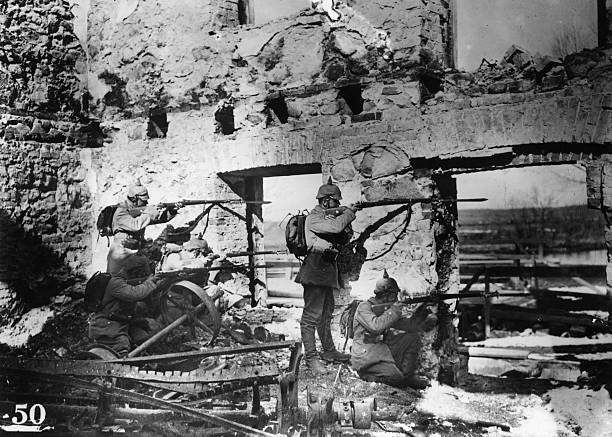
Soldats allemands en position dans les ruines d'une usine, Chicago Tribune, 12 juin 1915.
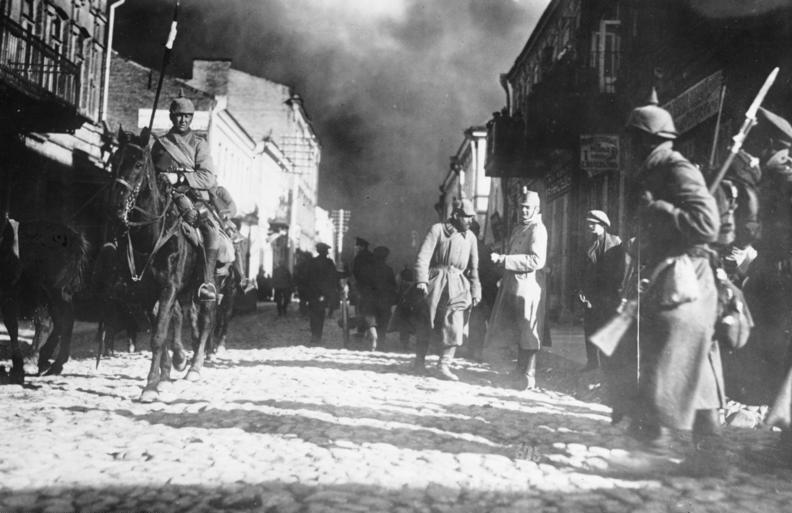
Entrée des troupes allemandes à Šiauliai en Lituanie russe, juillet 1915.

### Femmes et enfants dans la guerre
Pendant le conflit, le soldat se sent étroitement lié à ses camarades d'unité, avec qui il a partagé les mêmes épreuves de la Serbie à la Champagne. Pour autant, il n'est pas coupé de sa famille et de son milieu d'origine : en quatre ans, trente milliards de lettres, colis et cartes postales sont échangées entre le front et le pays, le Heimat. Des lettres écrites ou reçues par les soldats pendant la bataille de Verdun montrent qu'ils sont informés de la pénurie qui sévit à l'arrière, des queues et même des émeutes devant les magasins vides. Ceux d'origine paysanne s'inquiètent des travaux des champs que les femmes doivent assurer seules. La censure postale finit par recevoir l'ordre d'intercepter les lettres de lamentations des femmes qui affectent le moral des combattants.
Les femmes participent à l'effort de guerre : 800 000 travaillent à la Croix-Rouge et dans le Nationaler Frauendienst (de) (« Service national féminin »), 92 000 sont infirmières ou aides-soignantes, représentant 40% du personnel médical. En décembre 1917, elles représentent la moitié de la main-d'œuvre, le plus souvent à des postes peu qualifiés, dans les industries métallurgiques et chimiques, et prennent une place croissante dans les emplois de l'administration, de la banque et des assurances. Beaucoup d'entre elles doivent prendre en charge un époux revenu du front comme mutilé de guerre.
Contrairement à la France, où l'enseignement public s'engage dans la guerre, et s'efforce d'inculquer aux enfants l'horreur de l'envahisseur et des atrocités allemandes, l'école allemande reste relativement sobre : les écoliers participent aux fêtes patriotiques mais, jusqu'à la fin du conflit, ne subissent guère d'endoctrinement guerrier.

Femmes et enfants dans l'effort de guerre
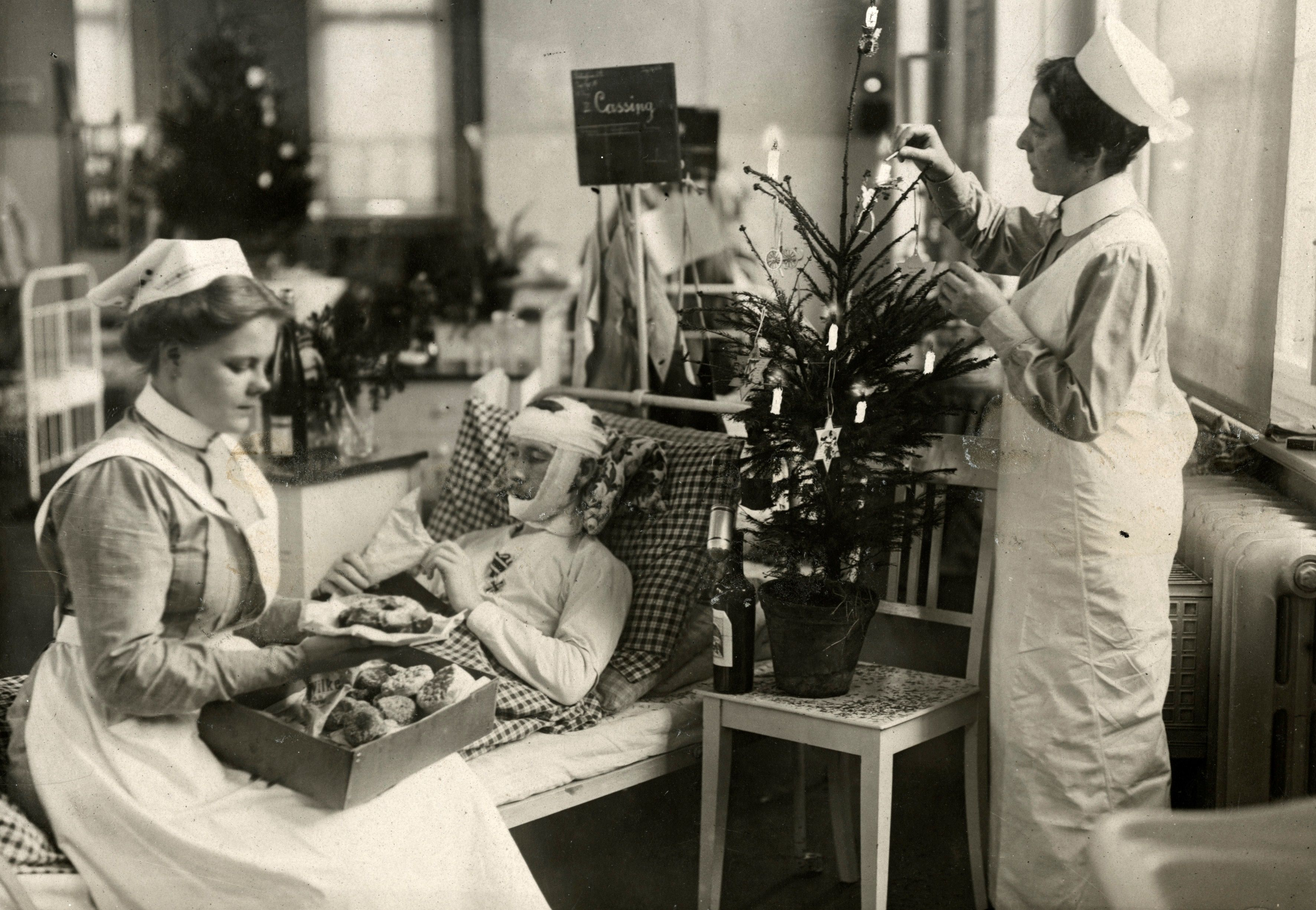
Infirmières, gâteaux et sapin de Noël autour d'un blessé pour le premier Noël de guerre, décembre 1914.
Femmes travaillant le fulmicoton dans une usine d'explosifs.
Jeunes ouvriers faisant la pause dans une fabrique d'explosifs.

## De la guerre totale à la défaite

### Le plan Hindenburg et ses limites

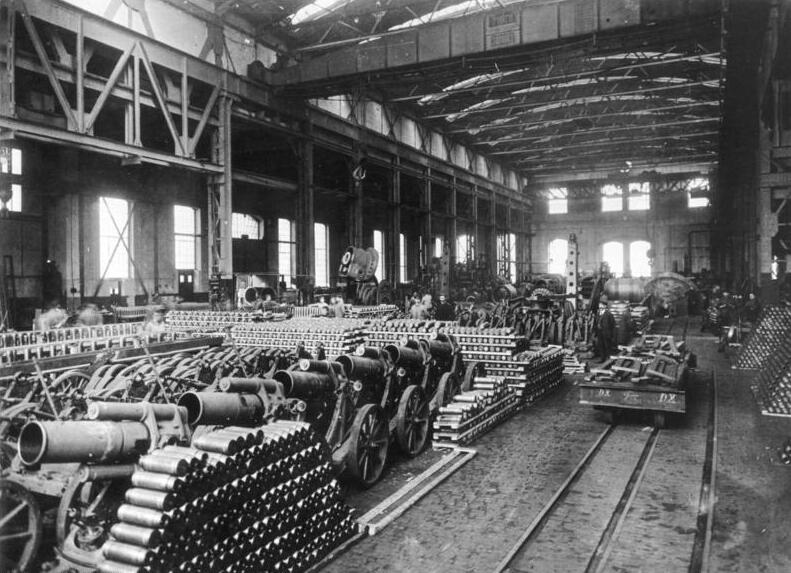
Fabrique de minenwerfer et d'obus de 250 mm en 1916.

Le pouvoir militaire se renforce encore en août 1916 avec l'arrivée au commandement suprême des deux commandants du front de l'Est, Paul von Hindenburg et son quartier-maître général Erich Ludendorff ; ceux-ci exercent une dictature de fait. Ils imposent une subordination totale du pays à l'économie de guerre.

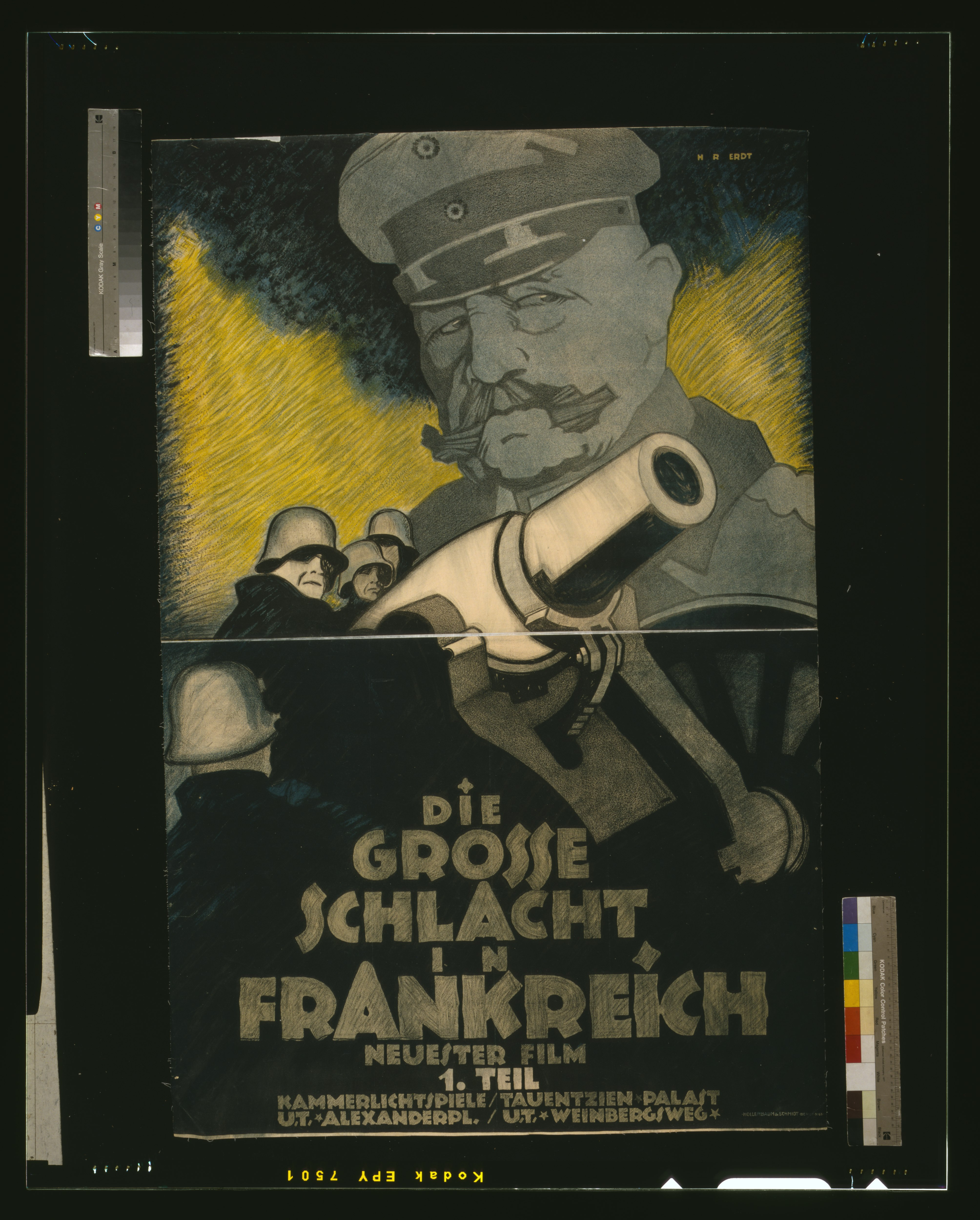
Deux atouts de l'armée allemande : le Feld-maréchal Hindenburg et l'artillerie lourde. Affiche d'un film de propagande, « La Grande Bataille en France », 1918.

Hindenburg et Ludendorff procèdent à une refonte totale de l'économie de guerre : sous le slogan de « mobilisation totale », les ressources et moyens de production sont entièrement subordonnés aux besoins de l'industrie de guerre. Ludendorff confie la direction de ce programme au colonel Max Bauer (en), son adjoint à la section des opérations de l'OHL depuis 1908, puis directeur de l'artillerie lourde et proche des milieux de la grande industrie. L'offensive franco-britannique de la Somme, de juillet à novembre 1916, bien qu'elle s'achève sur un échec des attaquants, montre que les pays de l'Entente ont considérablement accru leurs capacités en hommes et en armement, ce qui oblige le commandement allemand à surenchérir. Selon une lettre adressée par Hindenburg au ministère de la Guerre le 31 août, la supériorité de l'Entente en effectifs et en main-d'œuvre ne peut être compensée que par un recours croissant aux machines « sans tenir compte des restrictions financières ou autres ». Le 23 août 1916, les grands patrons de la sidérurgie adressent au nouveau chef d'état-major un mémorandum pour se plaindre de l'inefficacité des programmes du ministère de la Guerre, réclamant des mesures drastiques pour accroître la production. En réponse, un Office de la Guerre (Kriegsamt), rattaché au ministère de la Guerre prussien, est créé en octobre 1916 sous la direction du lieutenant-général Wilhelm Groener : il supervise les achats d'armes et de munitions, les services des matières premières (KRA), du vêtement, de l'approvisionnement de la population, parfois en concurrence avec les services homologues dépendant de l'Armée de terre, de la Marine, de l'aviation, mais aussi du ministère de l'Intérieur du Reich et des ministères des États fédérés. Le plan Hindenburg, ainsi nommé en l'honneur du chef d'état-major, est mis en œuvre à partir du printemps 1917 et pratiquement rempli à la fin de l'année : il vise à doubler la production de munitions, tripler celle de canons et mitrailleuses, augmenter d'un million de tonnes la production de charbon et de 800 000 tonnes celle de fer. En décembre 1916, le gouvernement crée un comité permanent pour la fusion d'entreprises : il est destiné à résorber le trop grand nombre de petites et moyennes entreprises immobilisées ou en sous-activité, du fait de la mobilisation de leur patron ou de la pénurie de matières premières, afin de dégager des moyens pour les productions stratégiques. Très impopulaire, il est dissout moins d'un an après. Pour tenir le programme industriel du plan Hindenburg, l'armée doit libérer 1,2 million d'ouvriers en septembre 1916 et 1,9 million en juillet 1917.

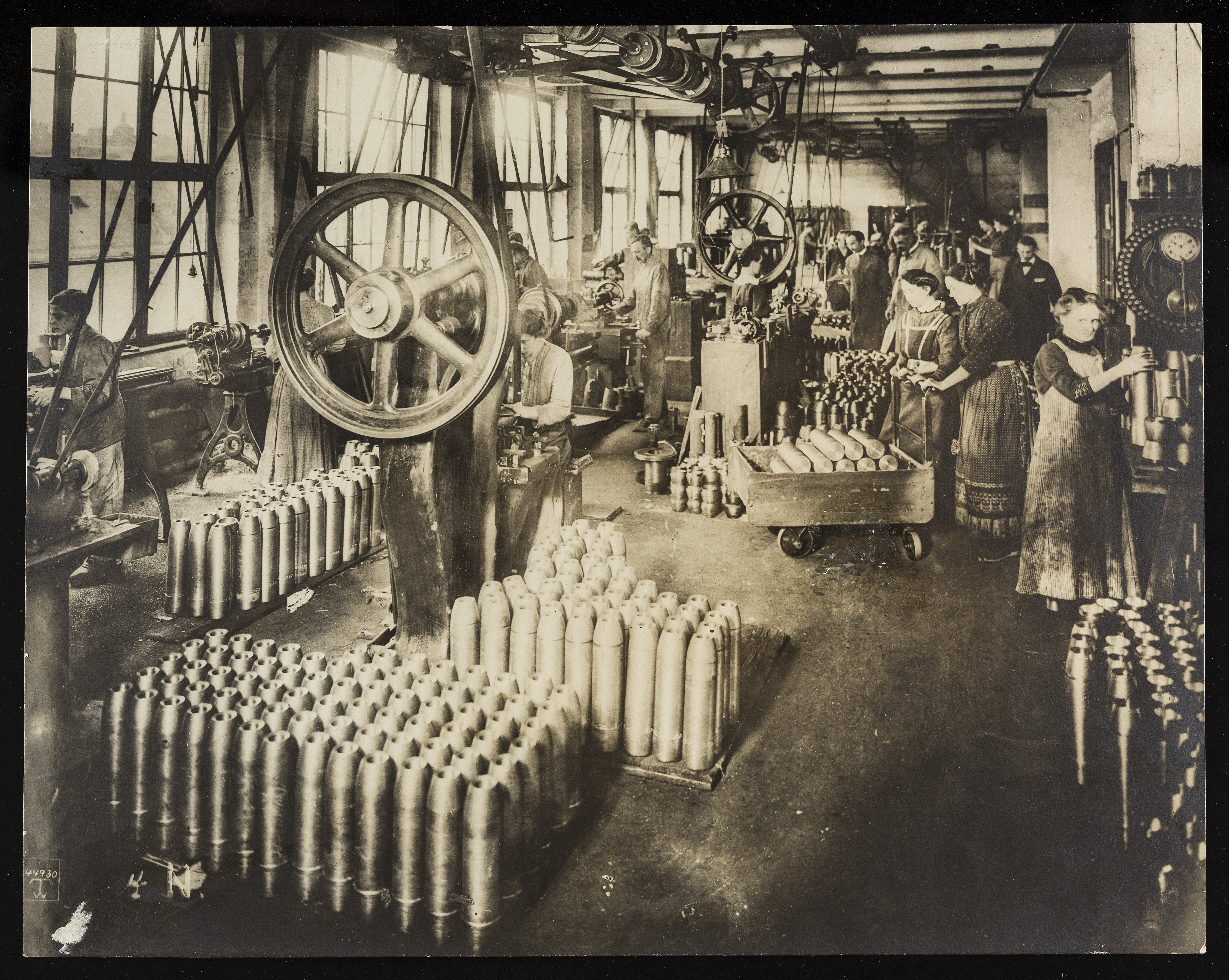
Fabrique d'obus en 1917.

Ce programme fait largement appel aux ressources des pays occupés. À l'automne 1916, plusieurs dizaines de milliers d'ouvriers de la Belgique occupée sont envoyés dans les usines allemandes, selon un système associant contrainte et incitation financière ; cependant, les protestations du gouvernement belge en exil et des pays neutres obligent l'Allemagne à mettre fin à ce recrutement,. Les prisonniers de guerre, dont 390 000 sont employés dans l'industrie en 1917, ne comblent que partiellement le déficit de personnel.
Pour maintenir un effectif suffisant sous les armes, l'OHL demande que l'âge maximal de service pour les soldats soit porté de 45 à 50 ans ; un temps d'entraînement militaire est prévu pour les écoliers de plus de 15 ans et les ouvriers d'usine. Dans une lettre adressée au chancelier Bethmann Holweg le 13 septembre 1916, Hindenburg demande de couper les allocations aux épouses de soldats sans enfants pour les inciter, soit à travailler pour la défense, soit à avoir des enfants. Il appelle en même temps à en finir avec les « braillards et agitateurs ». Le secrétaire d'État Karl Helfferich, directeur de la Deutsche Bank, répond qu'il y a peu de marge de manœuvre car l'industrie de guerre, avec ses hauts salaires, absorbe déjà l'essentiel des travailleurs disponibles ; les petites entreprises, désargentées et mal pourvues en matières premières, ne sont pas en mesure de créer des emplois ; rendre le travail obligatoire pour les femmes créerait des problèmes insolubles.
Après une longue discussion préalable entre les représentants de l'armée, du patronat et des syndicats , une loi est votée le 5 décembre 1916 par le Reichstag instaurant un service auxiliaire obligatoire du travail ; la liberté d'emploi reste la règle mais un ouvrier ne peut changer d'emploi sans justification, l'offre d'un meilleur salaire étant cependant considérée comme un motif suffisant. À la demande des syndicats, des comités d'entreprise sont créés dans toutes les entreprises de plus de 50 salariés. Tous les hommes non mobilisés de 17 à 60 ans peuvent être requis pour le travail, mais cette mesure ne s'étend pas aux femmes.

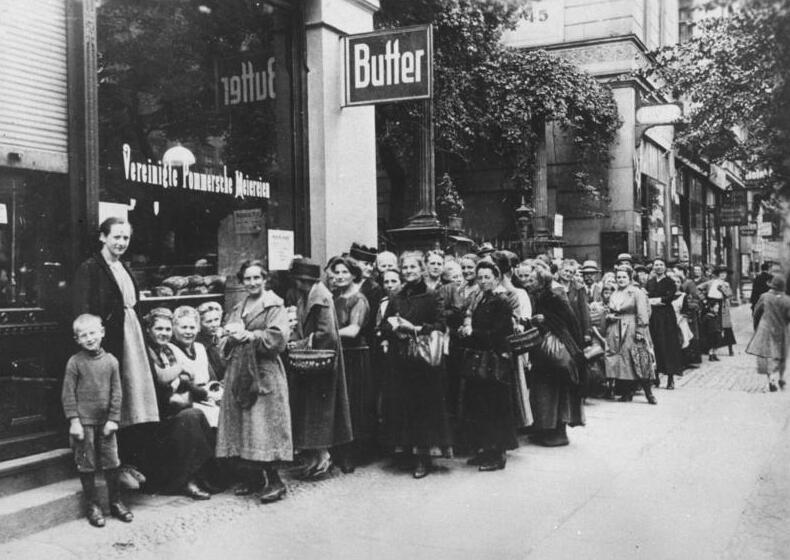
Queue devant un magasin de nourriture à Berlin en 1917.

La crise du ravitaillement atteint son point critique pendant l'hiver 1916-1917, dit « hiver des rutabagas » (Steckrübenwinter). Elle est due en grande partie à celle des transports : les besoins de l'armée et de l'industrie s'accroissent, tandis que l'allongement des lignes vers le front russe, roumain et ottoman absorbe une grande partie du matériel roulant, le plus souvent sans fret en retour. Le blocus de l'Entente empêche toute importation de charbon par mer, et la Ruhr peine à suppléer aux besoins alors que la pénurie de wagons et le gel hivernal des canaux entravent les livraisons. En février 1917, la production d'acier est inférieure à celle d'août 1916 et celle de poudre à canon n'atteint que 6 400 tonnes au lieu des 7 200 attendus ; elle atteint difficilement 8 000 tonnes en avril et 9 200 en juillet, au lieu des 12 000 tonnes prévues. La mauvaise qualité de l'alimentation et du chauffage, les produits de substitution employés dans la consommation et l'industrie, le manque de main-d'œuvre qualifiée nuisent à la production tandis que les syndicats, inquiets de l'état sanitaire de la population, demandent une réduction du temps de travail. La croissance de la production d'armement masque mal la dégradation générale de l'économie.

### Malaise dans la guerre

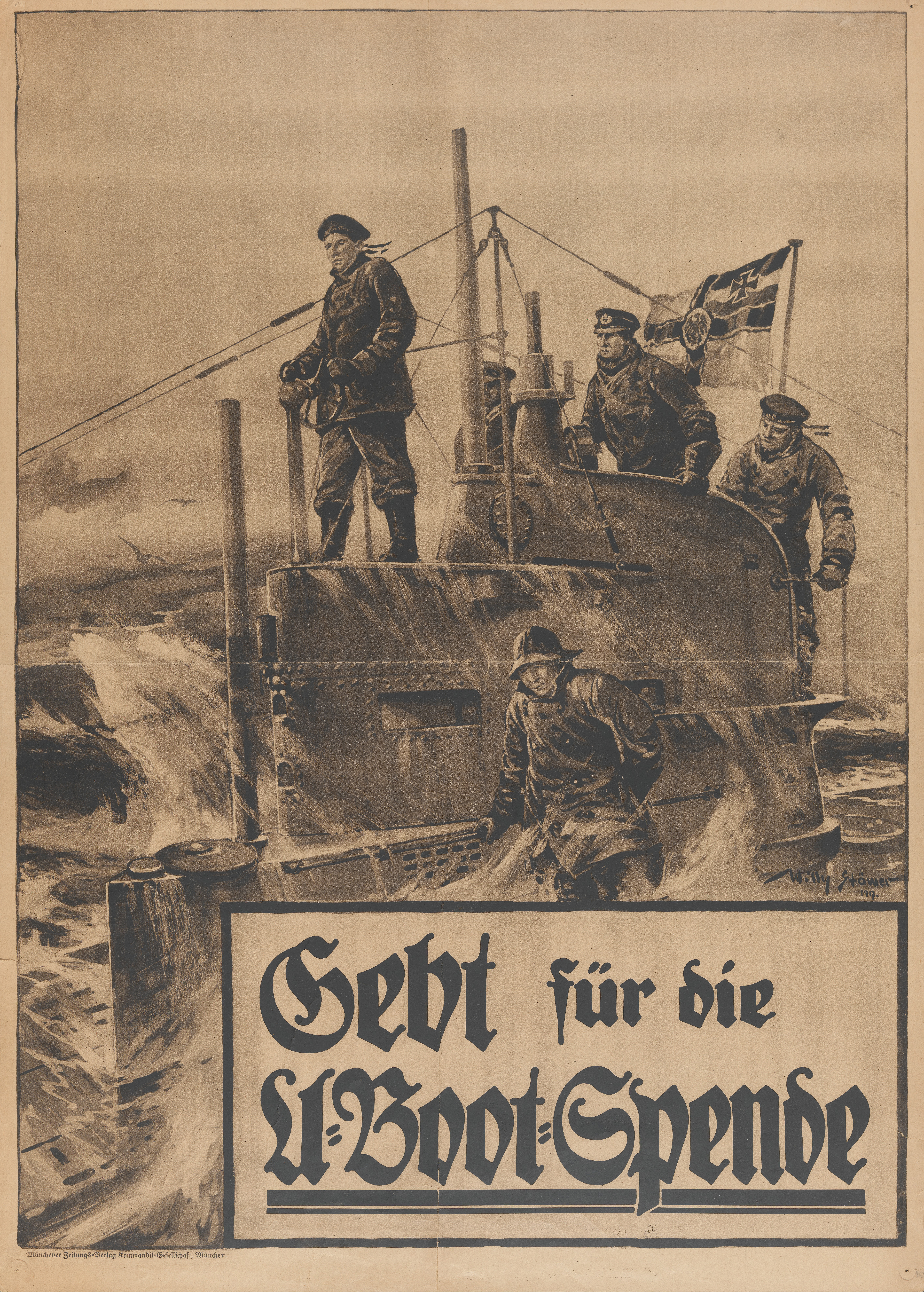
« Donnez pour le lancement d'un U-Boot », affiche pour le financement public de la guerre sous-marine, dessin de Willy Stöwer, 1917.

Le 9 janvier 1917, l'OHL impose à un pouvoir politique réticent la stratégie de la guerre sous-marine à outrance, sans épargner le commerce neutre, dans l'espoir d'asphyxier l'économie et la production de l'Entente, surtout du Royaume-Uni qui dépend de ses importations de nourriture et de matières premières : cette décision provoque l'entrée des États-Unis dans la guerre le 6 avril 1917,. La campagne des U-Boots remporte un fort succès initial contre les flottes de commerce de l'Entente mais l'organisation des navires marchands en convois armés et la perte de nombreux sous-marins empêchent l'Allemagne de remporter la bataille de l'Atlantique.
La demande de main-d'œuvre qualifiée entraîne une concurrence accrue entre les entreprises qui essaient de débaucher les ouvriers de leurs concurrents par de meilleurs salaires. Les chantiers navals Vulcan à Stettin, qui construisent des sous-marins, sont parmi les plus gros demandeurs. Le 2 février 1917, un décret ordonne de renvoyer à l'armée les ouvriers exemptés de service qui quitteraient leur emploi sans justification suffisante. La tension monte entre les syndicats et les employeurs qui menacent de faire retirer leur certificat d'exemption aux ouvriers trop revendicatifs.
Les grèves, qui avaient à peu près disparu au début de la guerre, reprennent peu à peu : plus de 100 en 1915, 240 en 1916, particulièrement au mois de mars à cause des problèmes de ravitaillement, 561, touchant près de 670 000 ouvriers, en 1917. La plus vaste éclate en avril 1917 quand les usines d'armement de Berlin annoncent une baisse des rations alimentaires : 300 000 ouvriers de 300 usines cessent le travail. Les sociaux-démocrates indépendants, inspirés par l'exemple de la révolution de Février en Russie, tentent de donner au mouvement une dimension politique, en faveur de la paix.
À partir de juin 1917, les grèves de la faim et autres actes d'insoumission se multiplient dans la marine. En août 1917, alors que la flotte de haute mer est immobilisée au mouillage depuis la bataille du Skagerrak et que les officiers multiplient les vexations contre leurs matelots indociles, éclate la mutinerie des cuirassés Prinzregent Luitpold et Friedrich der Große. Dix mutins sont condamnés à mort, dont deux exécutés.

### L'opposition à la guerre

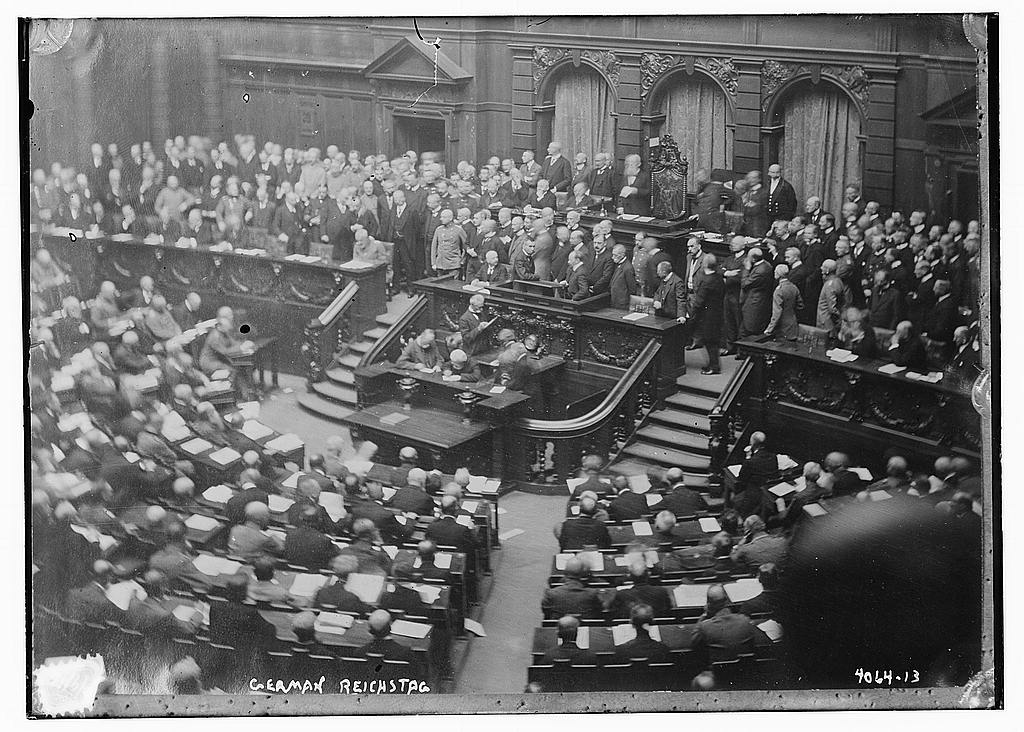
Séance du Reichstag, v. 1915-1920.

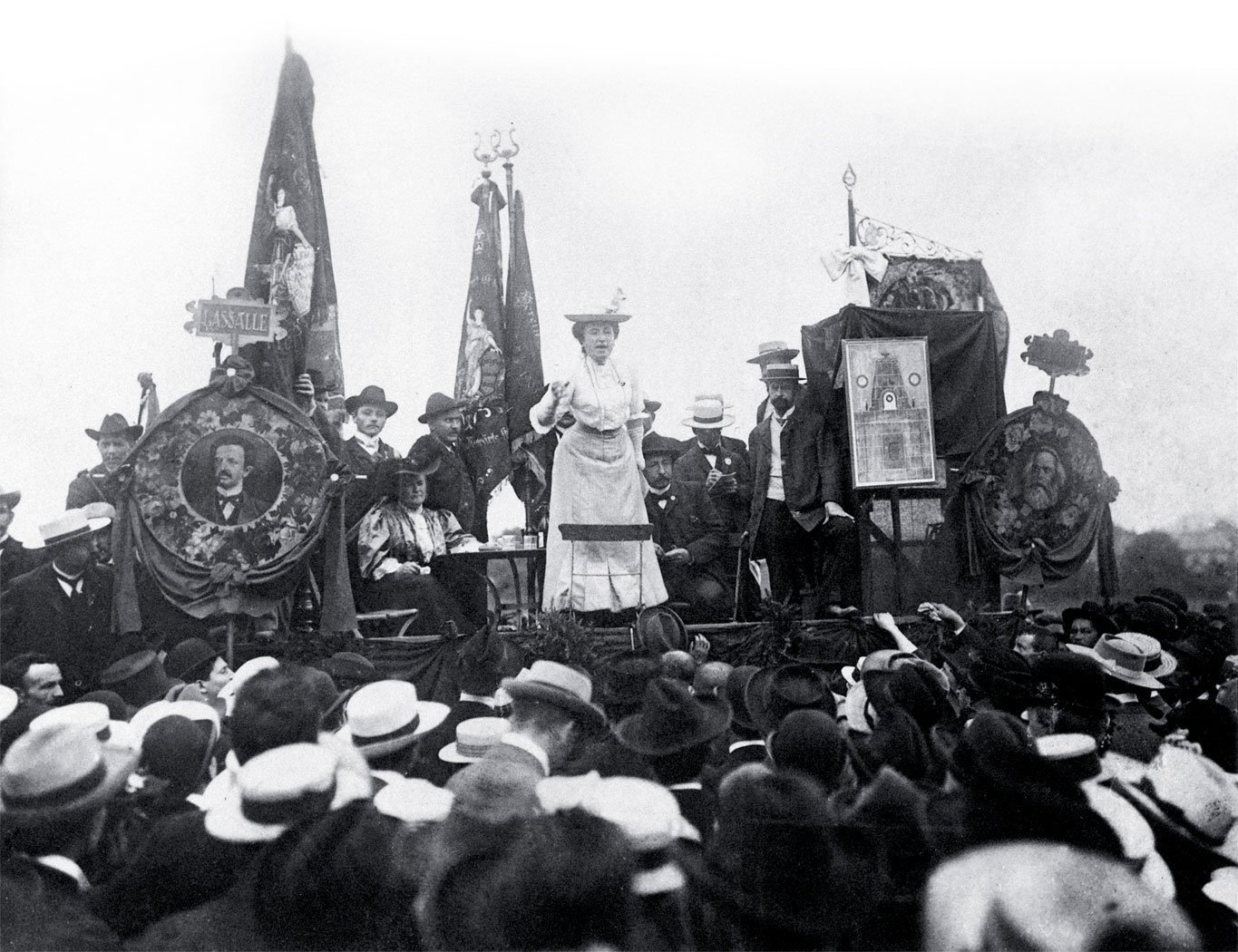
Rosa Luxemburg, oratrice d'un meeting social-démocrate en 1907.

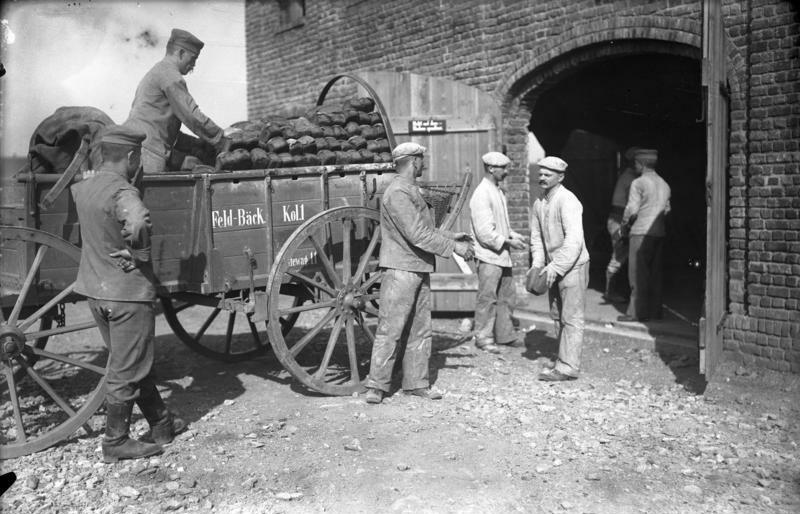
Boulangerie de campagne allemande en Belgique occupée, juin 1916.

L’opposition politique à la guerre se développe lentement. En décembre 1914, le social-démocrate Karl Liebknecht est le seul député du Reichstag à refuser de voter les crédits de guerre ; en décembre 1915, 19 autres députés l’ont rejoint, dont Hugo Haase. En septembre 1915, le petit groupe spartakiste, avec Liebknecht et Rosa Luxemburg, participe à la conférence de Zimmerwald qui réunit des socialistes pacifistes de toute l’Europe . La révolution russe de février-mars 1917 donne un nouvel élan au mouvement en faveur de la paix : le Soviet de Petrograd a dicté au Gouvernement provisoire russe une résolution pour une paix « sans annexions ni indemnités ». Pendant les grèves d’avril 1917, les voix en faveur de la paix s’expriment ouvertement, et l’aile gauche social-démocrate, autour de Hugo Haase, constitue le Parti social-démocrate indépendant d'Allemagne. En juillet 1917, les deux partis sociaux-démocrates participent à la conférence de Stockholm, version élargie de celle de Zimmerwald, et reprennent le programme de Petrograd.
Le 7 avril 1917, par son « message de Pâques », Guillaume II promet des réformes politiques pour l'après-guerre visant à réduire le caractère aristocratique de la Constitution prussienne mais sans engagements précis. Le 6 juillet 1917, les quatre principaux partis du Reichstag, les nationaux-libéraux, le Zentrum, les progressistes et les sociaux-démocrates majoritaires, mettent en discussion un projet de réforme constitutionnelle : ils demandent une évolution vers le régime parlementaire dans l’Empire et le suffrage universel égal en Prusse ; les trois derniers réclament, en outre, une discussion sur les buts de guerre et, le 12 juillet, votent une résolution en faveur d’une paix négociée.
Le même jour, Paul von Hindenburg et Ludendorff, trouvant le chancelier Bethmann Hollweg incapable de maintenir l’autorité, adressent un mémorandum à l’empereur pour réclamer sa mise à pied ; il est remplacé par le commissaire au ravitaillement Georg Michaelis qui forme un nouveau gouvernement avec les nationaux-libéraux et le Zentrum : le 19 juillet, le Reichstag vote la résolution de paix. Le Zentrum catholique est encouragé par les prises de positions du pape Benoît XV qui lance un appel à la paix le 1er août 1917,. La droite réagit par la fondation du Parti de la patrie allemande qui rassemble les pangermanistes, hauts fonctionnaires et grands propriétaires luthériens pour réclamer une paix victorieuse, une « paix Hindenburg », au lieu de la « paix Scheidemann » proposée par les sociaux-démocrates. Le chancelier Michaelis tombe le 31 octobre 1917 à la suite d’une polémique sur la mutinerie de la flotte ; il est remplacé par le comte Georg von Hertling, mal vu des élites luthériennes parce que catholique, qui tente sans grand succès de faire évoluer le régime vers le parlementarisme.
Entre le 28 janvier et le 2 février 1918, une nouvelle vague de grèves s'étend à l'industrie métallurgique, rassemblant entre 200 000 et 500 000 ouvriers à Hambourg, Kiel, en Rhénanie, dans la Ruhr et à Berlin. Les mots d'ordre ne sont pas seulement économiques : l'USPD et la Ligue Spartakus, inspirés par les négociations de Brest-Litovsk, réclament la paix immédiate « sans annexions ni indemnités ». Les sociaux-démocrates modérés, Ebert, Otto Braun, Scheidemann, craignant les débordements révolutionnaires, s'efforcent d'apaiser le mouvement en entrant dans le comité de grève.
Le 29 janvier, le commandement militaire de Berlin interdit la continuation de la grève ; le 31 janvier, il fait tirer sur les manifestants sur la Lustwiese et annonce que tout ouvrier qui n'aurait pas repris le travail le 4 février serait envoyé à l'armée, ce qui éteint rapidement le mouvement.

### «Notre volonté de poursuivre la guerre»

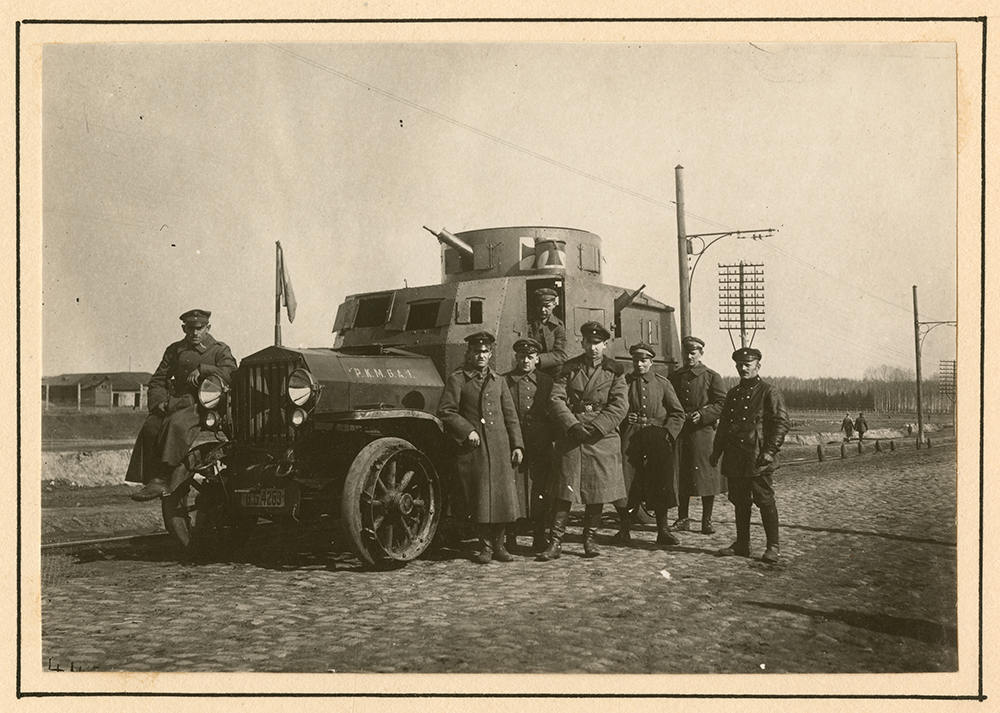
Officiers allemands devant une automitrailleuse en Ukraine, printemps 1918.

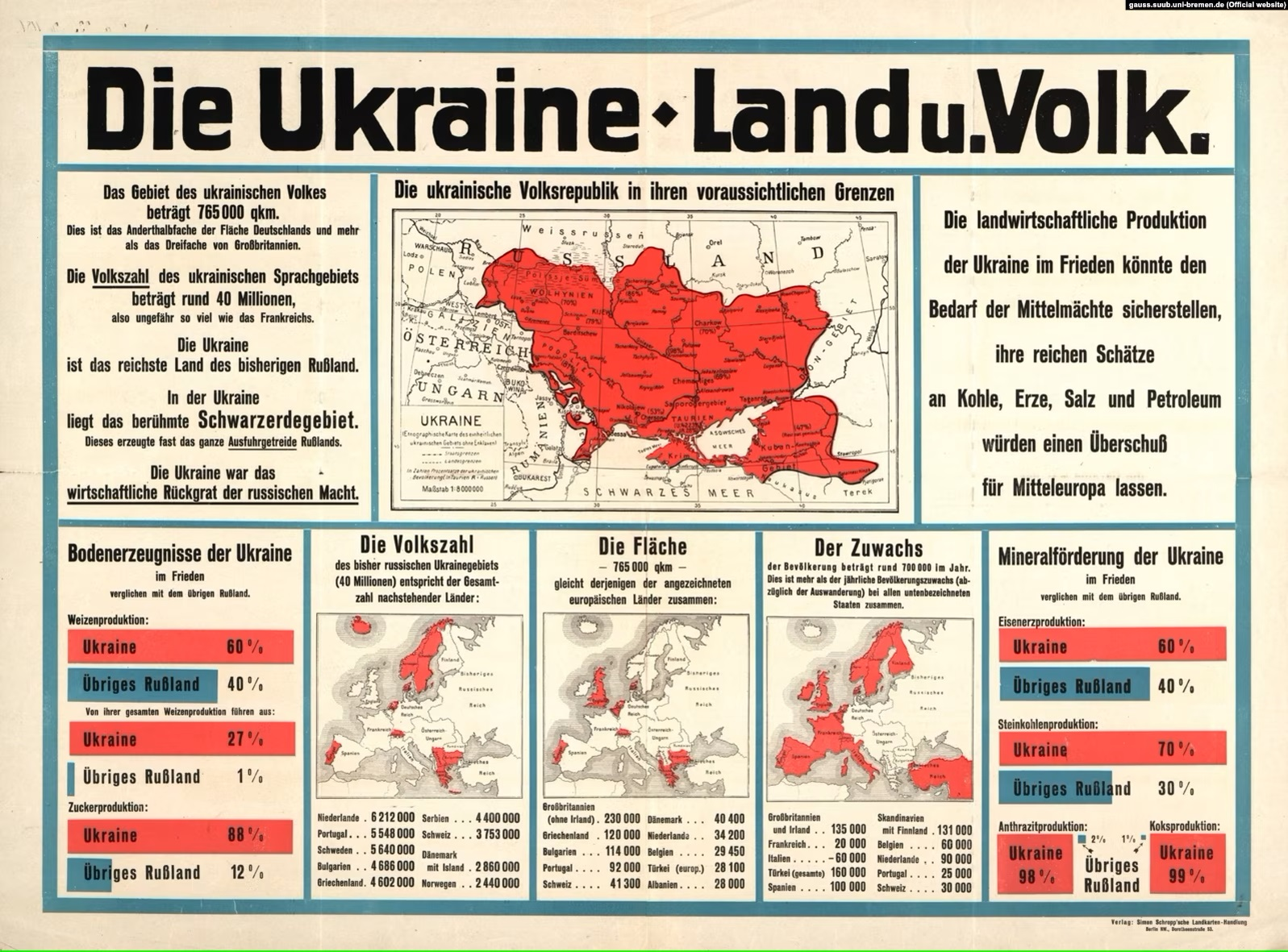
Affiche de propagande allemande mettant en valeur l'importance des ressources agricoles et minières de l'Ukraine pour l'approvisionnement des Empires centraux, 1918.

L'OHL est décidé à ne tenir aucun compte des demandes de paix du Reichstag et de l'opinion : le 16 avril 1917, Ludendorff écrit au ministère des Affaires étrangères que la révolution russe de février-mars et les succès de la guerre sous-marine offrent les meilleures chances de victoire totale avant que les États-Unis ne soient en mesure de peser dans le conflit ; laisser courir des rumeurs de paix ne ferait que miner le moral des soldats : « Ce n'est qu'en démontrant notre volonté de poursuivre la guerre que nous réaliserons les bases de négociations de paix qui réaliseront [nos] intérêts ». À la conférence de Bad Kreuznach du 23 avril, Hindenburg et Ludendorff écartent les velléités de paix de l'empereur-roi austro-hongrois Charles Ier et imposent leur programme de victoire et d'annexions.
Le gouvernement provisoire russe veut continuer la guerre aux côtés de l'Entente, mais l'armée russe se désagrège : l'offensive russe de juillet 1917 est un échec total et les soldats d'origine paysanne désertent en masse, pour participer au partage des terres. Le gouvernement provisoire, discrédité, est bientôt renversé par les Bolcheviks lors de la révolution d'octobre-novembre 1917.
Lénine lance un appel à la paix générale et signe avec les Empires centraux l'armistice du 15 décembre 1917. Les négociations de Brest-Litovsk traînent en longueur car les Bolcheviks espèrent une révolution générale en Europe : le 15 février 1918, les Allemands, impatients, rompent l'armistice et lancent l'opération Faustschlag («coup de poing») qui leur permet d'étendre leur zone d'occupation dans les pays baltes, la Biélorussie et l'Ukraine : ce territoire, l'Ober Ost, devient une colonie militaire de l'Allemagne qui y prélève des ressources et de la main-d'œuvre. La Russie soviétique doit accepter cette occupation par le traité de Brest-Litovsk, le 3 mars 1918.
La capitulation russe permet de transférer sur le front de l'Ouest les meilleures troupes du front de l'Est mais l'Allemagne doit laisser un million d'hommes à l'Est pour surveiller les pays occupés.

### Le dernier coup

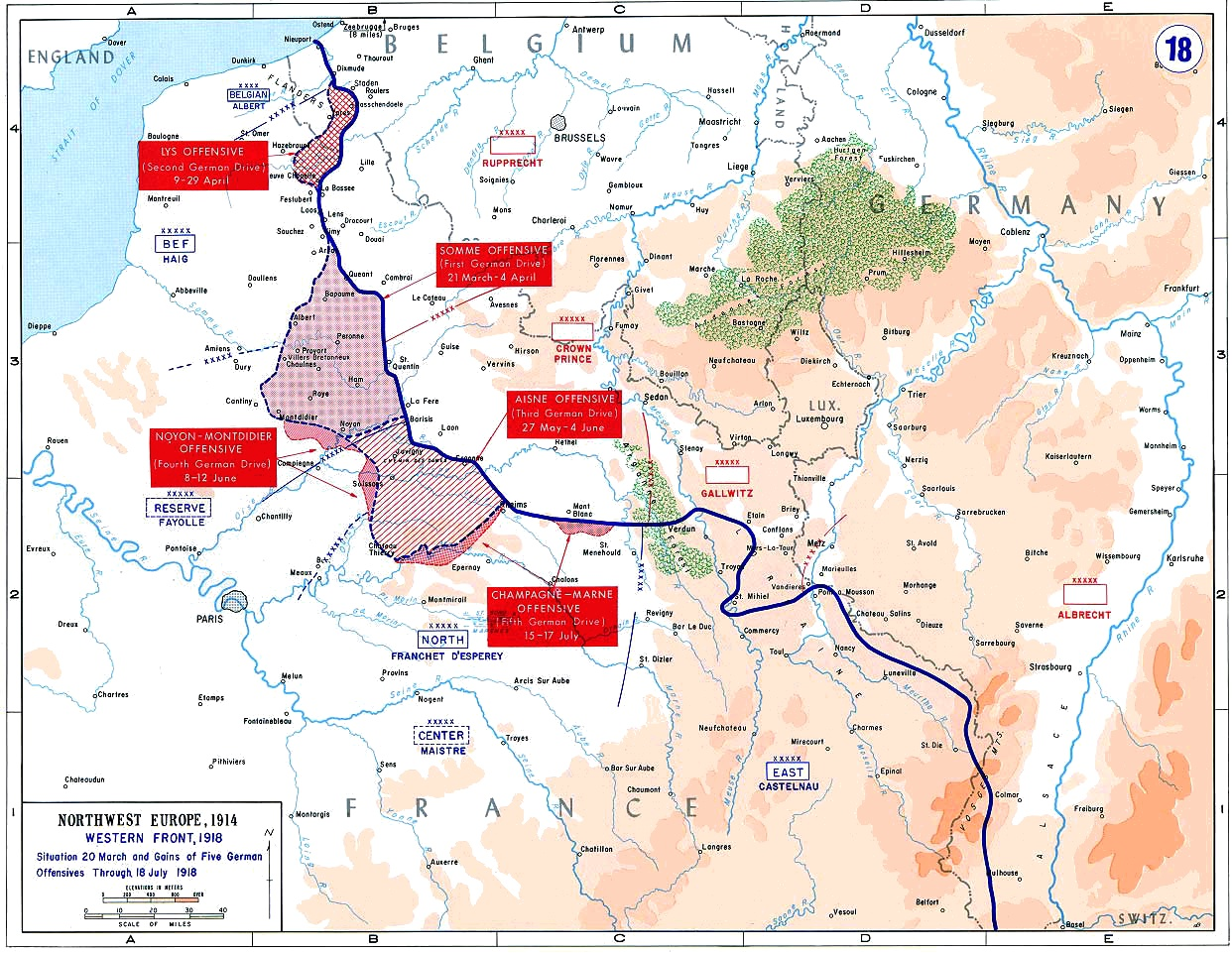
Opérations de l'offensive Michael, 20 mars-18 juillet 1918.

La crise des effectifs affecte de plus en plus l'armée de terre. Alors qu'un bataillon d'infanterie comptait un millier d'hommes au début de la guerre, entre septembre 1916 et juillet 1917, il doit être réduit de 750 à 713 sur le front de l'Ouest et de 800 à 780 sur celui de l'Est avant de descendre à 650 dans la dernière année de guerre. En 1918, la grande offensive du Printemps est la dernière chance de victoire de l'Allemagne : la propagande annonce une victoire décisive et l'appelle déjà « le dernier coup » (« der letzte Hieb ») ; le 8e emprunt de guerre, lancé en mars 1918, rencontre un grand succès.
Sur 192 divisions, les 54 « divisions d'attaque » monopolisent la plus grande partie des armes et munitions disponibles. Le commandement mise sur le renforcement des Sturmtruppen, troupes d'assaut surentraînées, capables d'agir en petites unités autonomes avec un armement renforcé, lance-flammes, pistolet-mitrailleur, lance-grenades, compensant leur réduction numérique.
Mais l'économie et la population sont à la limite de leurs ressources : la production industrielle de 1918 est tombée à 57% de son niveau de 1913 ; le matériel du chemin de fer s'épuise et les livraisons de matières premières de l'Est deviennent incertaines ; le mauvais temps réduit encore la production agricole tandis que la hausse des prix s'aggrave. Le recrutement n'arrive plus à combler les pertes dues aux combats et aux épidémies : entre mars et juillet 1918, l'armée perd 973 000 hommes et son effectif valide descend à 2,5 millions de combattants contre 5,38 millions d'hommes en juin 1917. Au printemps 1918, l'armée aligne 18 000 pièces d'artillerie dont 7 568 lourdes et très lourdes, mais les chevaux de trait, mal nourris, peinent à les traîner sur le sol défoncé par les obus. De mars à juin 1918, l'offensive Michael se traduit par une série de frappes sur les fronts britannique et français entre la Lys et la Marne : malgré des succès partiels, les Allemands subissent de lourdes pertes (300 000 hommes contre 160 000 Britanniques et 80 000 Français), sans provoquer l'effondrement de l'adversaire. L'approvisionnement en vivres, matériel et munitions suit mal. Et parfois, les soldats allemands affamés arrêtent leur avance pour piller des entrepôts bien garnis de nourriture et d'alcool .
L'entrée en lice du corps expéditionnaire américain fait basculer le rapport de forces en faveur de l'Entente. Pendant l'offensive des Cent-Jours de l'automne 1918, l'Allemagne peut encore aligner 197 divisions contre 102 françaises, 60 de l'Empire britannique, 42 américaines et 12 belges mais l'état physique des jeunes recrues, marquées par la disette, est de plus en plus mauvais. Dès avril, sur 28 divisions du groupe d'armées Rupprecht de Bavière, 4 seulement sont considérées comme valides. Un chef de bataillon note dans son rapport : « Ils ont l'air de fantômes, ils sont pâles, affamés, leurs uniformes déchirés, pleins de puces, ne marchant plus qu'au petit trot, il y en a qui ne ressemblent plus à des êtres humains ». La supériorité de l'adversaire en effectif, en aviation et en chars d'assaut oblige les Allemands à un recul continuel ou à des redditions en masse : 30 000 prisonniers sur le front de Picardie dans la seule journée du 8 août 1918.
Avec la participation américaine, les Alliés alignent 4 millions de soldats. Le 13 septembre, les Américains prennent Saint-Mihiel. Entre le 26 et le 29 septembre, les Alliés entreprennent une offensive généralisée sur le front de l'Ouest. Le moral des troupes allemandes se détériore : il y a peu de désertions complètes, mais, dans les derniers mois de la guerre, entre 750 000 et un million d'hommes sont en absence irrégulière, dans les gares ou les dépôts de l'arrière.
Les partenaires de l'Allemagne comprennent que la guerre est perdue : entre le 14 septembre et le 3 novembre, la Bulgarie, l'Empire ottoman et l'Autriche-Hongrie ouvrent des négociations qui aboutissent aux armistices sur les fronts d'Orient et d'Italie. Hindenburg et Ludendorff décident de démissionner, pour laisser les partis d'opposition assumer la responsabilité de la défaite, préparant ainsi la légende du coup de poignard dans le dos. Le 29 septembre, Ludendorff écrit à l'empereur : « Nous allons ainsi voir ces messieurs [de l'opposition] entrer dans les ministères. Ce sera à eux de conclure la paix qu'il va bien falloir conclure. Ce sera à eux de manger la soupe qu'ils nous ont mitonnée, ».

Derniers combats
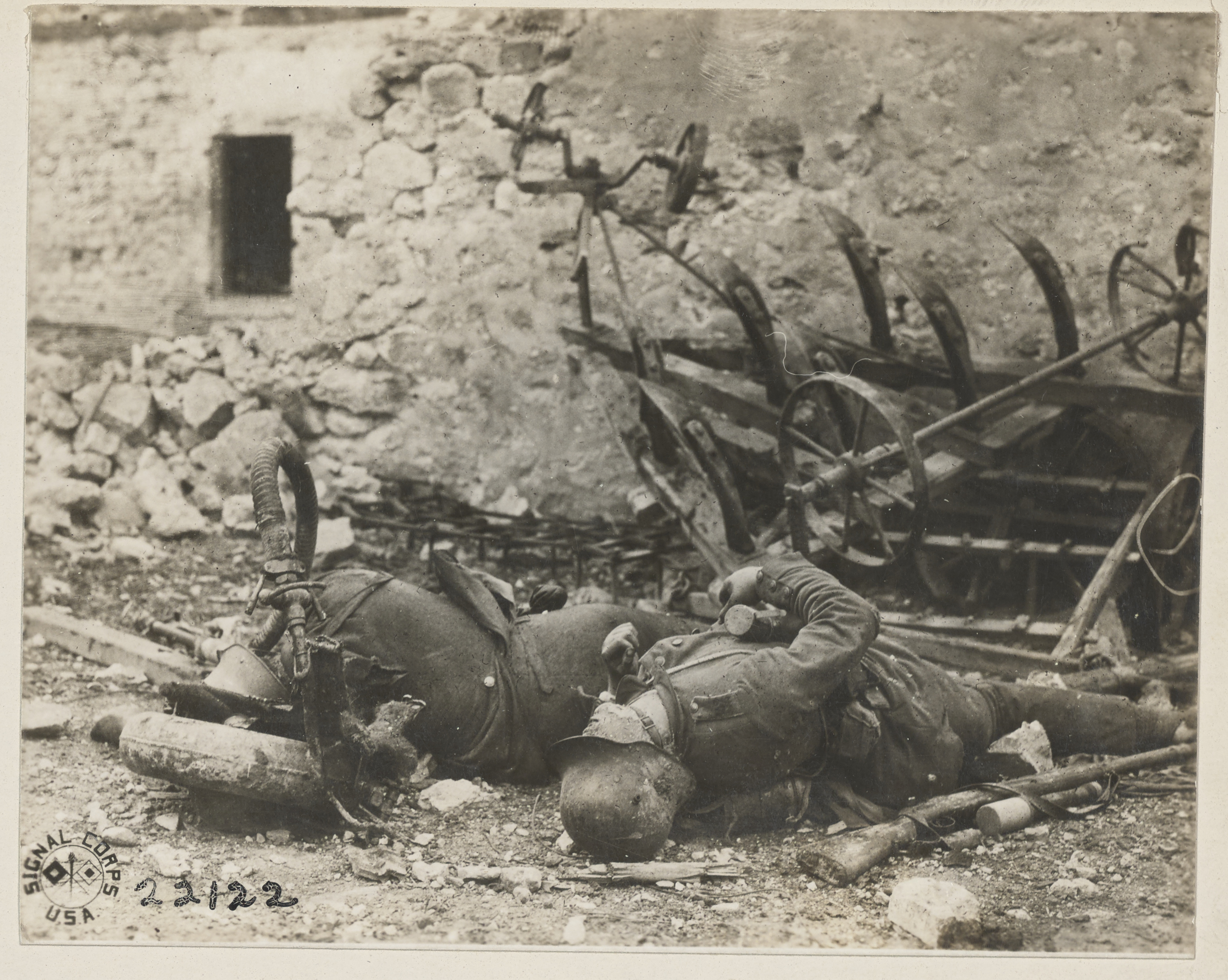
Soldats allemands des Sturmtruppen tués au combat : ils portent le casque d'acier et le lance-flammes, v. 1916-1918.
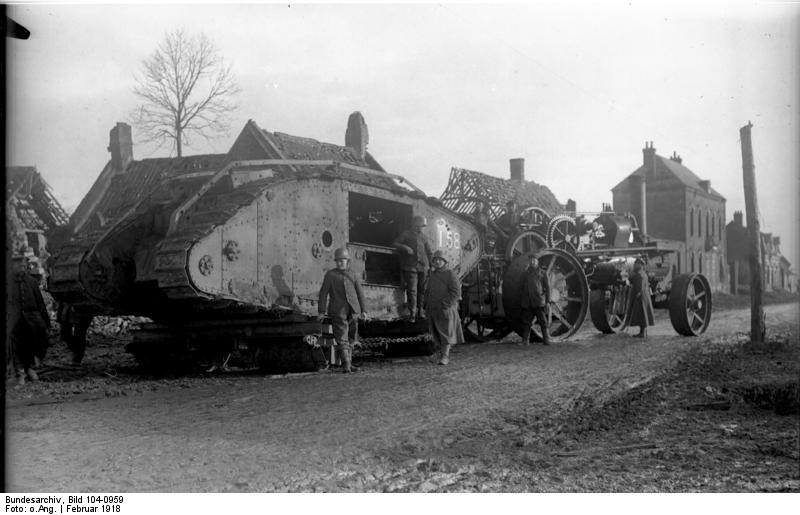
L'Allemagne ne produit que quelques dizaines de chars d'assaut pendant le conflit mais arrive à recycler des chars britanniques capturés, février 1918.
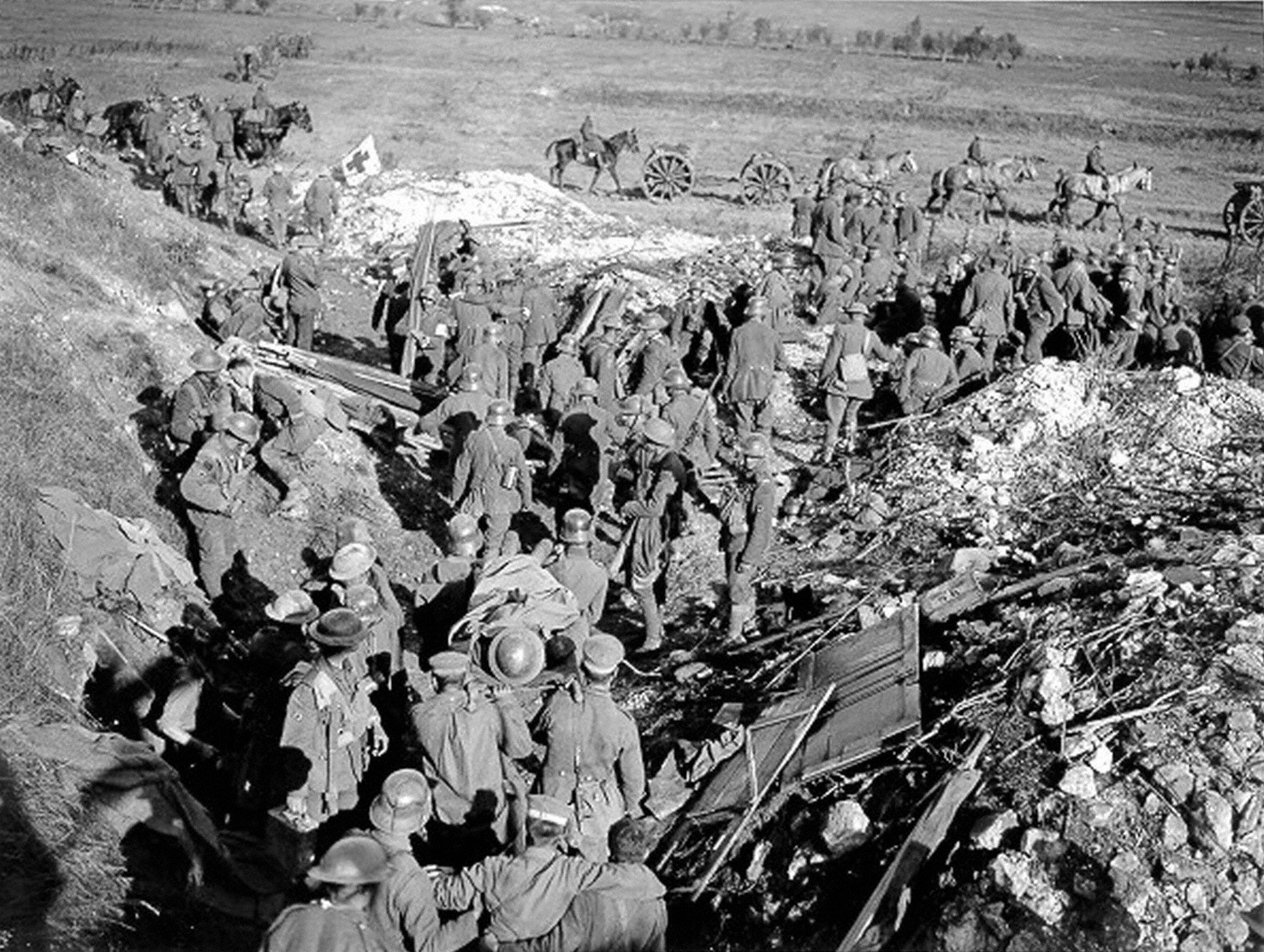
Avance de la 4e division canadienne le long du canal du Nord : des prisonniers de guerre allemands aident à évacuer les blessés, 27 septembre 1918.

### La révolution de Novembre
La démission des chefs de l'OHL est suivie, le 30 septembre, par celle du chancelier Georg von Hertling (75 ans). C'est le prince Max de Bade, héritier du grand-duché, qui est chargé de former un gouvernement avec les sociaux-démocrates et le Zentrum pour négocier un armistice : les éléments modérés du SPD, craignant une dérive révolutionnaire, comme en Russie, acceptent de coopérer avec les partis « bourgeois ». Pour la première fois, le nouveau chancelier du Reich est investi par le parlement. Dans la nuit du 3 au 4 octobre, il fait parvenir aux Alliés, par la Suisse, une demande de négociations, mais ces derniers, en particulier le président américain Woodrow Wilson, ont fait savoir qu'ils refusaient de signer la paix avec le Kaiser Guillaume II, considéré comme responsable de la guerre.,.
Le 28 octobre, une réforme de la constitution du Reich est promulguée, transformant l'Allemagne en monarchie parlementaire : le chancelier devient responsable devant le Reichstag ; l'empereur reste chef des armées, mais toutes ses décisions politiques, y compris celles qui concernent la guerre, doivent être validées par le chancelier. Le 29 octobre, Guillaume II quitte Berlin pour s'établir au quartier général à Spa. L'extrême-droite, représentée par la Ligue pangermaniste, dénonce le nouveau gouvernement comme un complot juif destiné à détruire l'Allemagne.
La révolution russe suscite dans la gauche allemande un mélange d'admiration et de répulsion. Les écrits de Lénine circulent clandestinement en Allemagne dès l'été 1917, diffusés par la Suisse, où Willy Münzenberg dirige une « Internationale de la jeunesse », puis par la Suède. Après octobre 1917, la propagande des bolcheviks touche les prisonniers de guerre (2 millions, en majorité austro-hongrois, dont 167 000 Allemands), parmi lesquels le commissaire soviétique Karl Radek organise un « groupe allemand du parti communiste russe (bolchevik) ». Ils sont rapatriés après la paix de Brest-Litovsk tandis qu'Adolf Joffé, envoyé comme ambassadeur des Soviets à Berlin, distribue de l'argent et des conseils à l'extrême-gauche allemande. Cependant, celle-ci, désorganisée après les grèves de janvier 1918, ne compte qu'une poignée de militants organisés, et certains de ses leaders, comme Rosa Luxemburg, critiquent la terreur de masse pratiquée par les bolcheviks et sa capitulation devant la politique impérialiste allemande. Les sociaux-démocrates indépendants sont partagés sur la notion léniniste de « dictature du prolétariat ». Le 7 octobre 1918, le congrès de la Ligue Spartakus formule son programme : amnistie des prisonniers politiques, dont Karl Liebknecht, abolition de la monarchie, des maisons princières et de la hiérarchie militaire et civile remplacée par des Conseils d'ouvriers et de soldats, résiliation des emprunts de guerre et collectivisation des propriétés. À partir du 21 octobre, Liebknecht et des centaines d'autres militants sont libérés ; les manifestations de rue se multiplient et une unité d'actions s'ébauche entre spartakistes et sociaux-démocrates indépendants. Le 4 novembre, ils lancent un mouvement de grève aux usines Daimler de Stuttgart, vite suivies par les usines Zeppelin de Friedrichshafen. Cependant, le gouvernement fait arrêter les meneurs et expulse d'Allemagne l'ambassadeur soviétique dont le travail de propagande devient trop visible.
L'agitation gagne la Marine impériale confinée dans ses bases de la mer du Nord et de la Baltique. Le 28 octobre, la nouvelle se répand que le commandement va envoyer la flotte de haute mer dans une expédition suicidaire sur les côtes de Flandre. Entre le 1er et le 4 novembre 1918, des conseils de marins et d'ouvriers se constituent : le mouvement parti des mutineries de Kiel s'étend de la flotte aux usines et aux garnisons de l'intérieur, gagnant Brême le 4 novembre, Hambourg le 5, Düsseldorf le 6, Munich le 7. Le roi de Bavière prend la fuite et les insurgés, conduits par Kurt Eisner, proclament la république ; le même jour, les marins et soldats mutinés s'emparent de Brunswick. Le 8, Cologne, Leipzig, Osnabrück et Stuttgart passent à l'insurrection,.
Au Reichstag, les partis de la nouvelle coalition accélèrent le rythme pour ne pas être débordés par la vague révolutionnaire. Le 6 novembre, ils envoient une délégation conduite par Matthias Erzberger pour négocier l'armistice avec l'Entente, qui ne sera signé que le 11 novembre 1918.
Les 7 et 8 novembre, le SPD, rejoint par le Zentrum et les progressistes, obtient la déposition de l'empereur et de la dynastie Hohenzollern, la réforme des institutions prussiennes dans un sens démocratique, le suffrage féminin, l'annulation des dernières mesures de conscription ; le 9, Max de Bade transmet la chancellerie à Friedrich Ebert qui proclame aussitôt la République allemande. Dans son premier message à l'administration, Ebert appelle chacun à rester à son poste pour « préserver le peuple allemand de la guerre civile et de la famine » ; de fait, les administrations et les écoles continuent de fonctionner normalement, et le général Groener, chef de l'OHL, promet à Ebert le soutien de l'armée pour faire obstacle au bolchevisme et réaliser la démobilisation réclamée par les Alliés.

## Conséquences: une paix amère
L'Allemagne n'a pas fini de payer le lourd bilan de la guerre. Son territoire n'a pas été dévasté, contrairement à celui de la France du Nord-Est et d'autres pays envahis, mais le traité de Versailles, dicté à l'Allemagne le 28 juin 1919, sans qu'elle puisse en discuter les conditions, lui fait perdre 70 900 km² (13% de sa superficie) et 5,5 millions d'habitants. 500 000 Allemands quittent les territoires de l'Est, cédés à la Pologne et 130 000 l'Alsace-Lorraine, tandis que 300 000 Polonais quittent l'Allemagne pour la Pologne. Les Alliés sont unanimes à déclarer l'Allemagne, ou au moins sa classe dirigeante, responsable de la guerre, et réclament, d'ailleurs en vain, le jugement de Guillaume II, réfugié aux Pays-Bas, et d'autres criminels de guerre. L'Allemagne doit céder ses colonies, elle est exclue de la Société des Nations nouvellement créée ; il lui est interdit de posséder une flotte de guerre, une aviation, et son armée est limitée à 100 000 hommes, sans armement lourd. Elle est condamnée à payer des réparations dont le montant sera fixé à 132 milliards de marks-or. Ces lourdes sanctions provoquent l'incompréhension de l'opinion allemande, qui s'attendait à un traitement plus favorable sur la base des quatorze points de Wilson et suscitent un ressentiment durable contre un traité que les Allemands considèrent comme injuste ; ils se considèrent aussi comme victimes de la guerre et opposent aux revendications alliées les chiffres, d'ailleurs très contestés, des milliers d'enfants allemands morts des privations pendant le blocus de l'Allemagne. Le bassin de la Sarre passe sous administration provisoire française, des garnisons alliées, principalement françaises, sont placées en Rhénanie, en Haute-Silésie pour arbitrer entre Allemands et Polonais, à Memel entre Allemands et Lituaniens, politique de contrainte qui culmine avec l'occupation de la Ruhr en 1923.
En politique intérieure, une haine durable s'établit entre les anciens pacifistes passés à l'extrême-gauche et la frange la plus revancharde des anciens combattants, groupés dans les corps francs et des groupes paramilitaires comme le Stahlhelm (ou « Ligue des soldats du front ») qui compte jusqu'à 400 000 adhérents. Les discours revanchards, anticommunistes et antisémites, hostiles au régime républicain considéré comme responsable de la défaite, sont propagés par des partis comme le Parti populaire national allemand (DNVP), ou un groupe encore marginal, le Parti national-socialiste d'Adolf Hitler.
Les 7 millions de soldats démobilisés n'ont pas forcément la sensation physique de la défaite, car le front a conservé sa cohésion jusqu'à la fin ; certaines déclarations de von Hindenburg et même de Friedrich Ebert les entretiennent dans l'illusion que l'armée n'a pas été vaincue. Pour beaucoup d'entre eux, le retour à la vie civile se traduit par le chômage et l'inflation, même si les industries se dépêchent de licencier leur personnel féminin pour laisser les emplois aux hommes. Après une reprise de croissance industrielle entre 1920 et 1922, le paiement des réparations, joint à une gestion financière peu rigoureuse, conduira à l'hyperinflation de 1923.
Les familles allemandes ont perdu près de 2 millions de morts, dont beaucoup de corps absents, 4 millions de blessés et mutilés de guerre. Une association pour l’entretien des sépultures militaires allemandes est fondée en 1919 ; sur les anciens champs de bataille du front de l'Est, elle entretient à la fois les tombes allemandes et celles de l'armée russe. Le deuil est d'autant plus difficile à faire que la plupart des morts reposent dans des cimetières militaires hors d'Allemagne et que, jusqu'en 1925, l'administration française interdit leur visite aux familles allemandes.
Contrairement à la France, l'Allemagne d'après-guerre tarde à construire des monuments aux morts : seules certaines municipalités nationalistes en dressent à partir de 1920 et il faudra attendre le Troisième Reich pour que le mémorial de Tannenberg devienne un monument aux morts national.

Lendemains de guerre
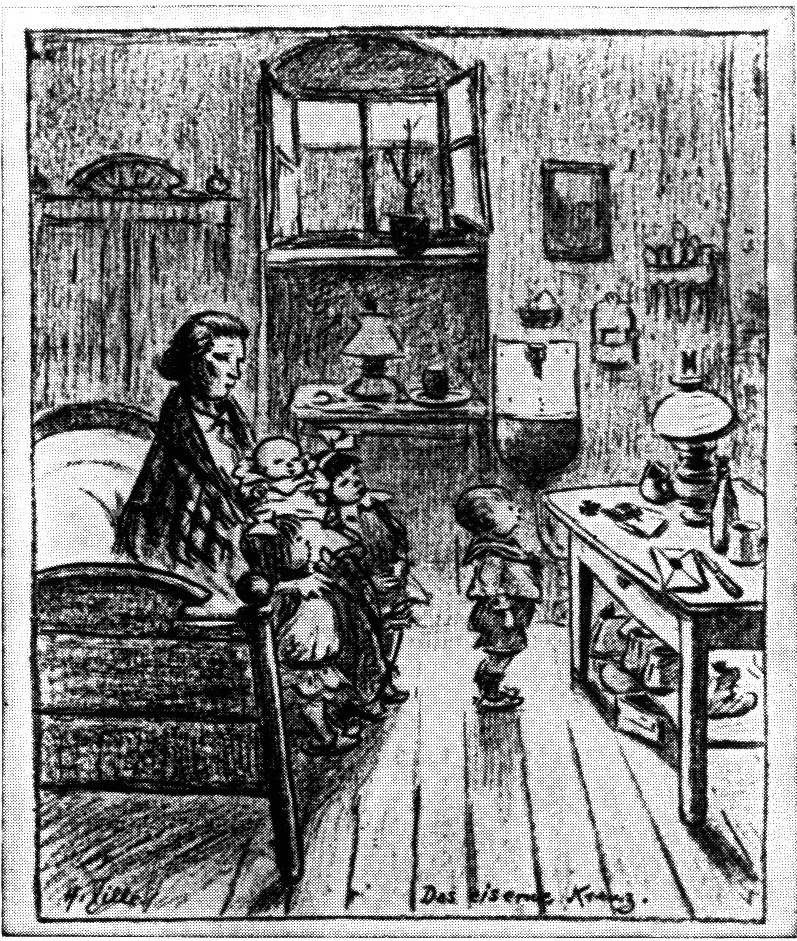
Un mari décoré et quatre enfants à nourrir : La Croix de fer, dessin de Heinrich Zille (1858-1929).
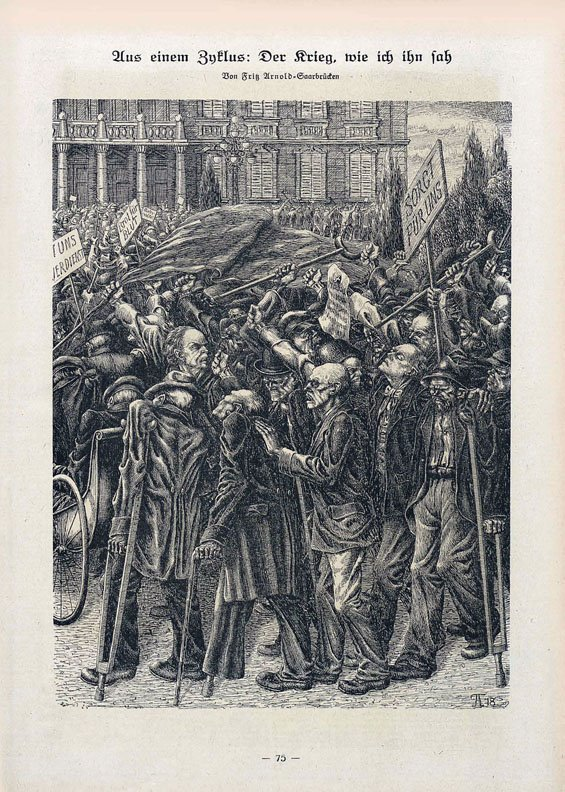
Défilé de mutilés de guerre : « La fin d'un cycle : la guerre comme je l'ai vue » dessin de Fritz Arnold (de), Simplicissimus, v. 1918-1921.
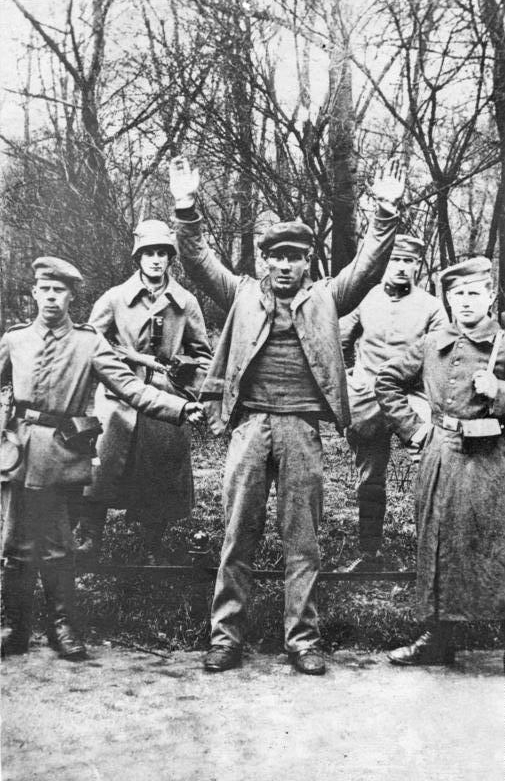
Un militant de la république des conseils de Bavière photographié avant son exécution par les corps francs le 3 mai 1919.
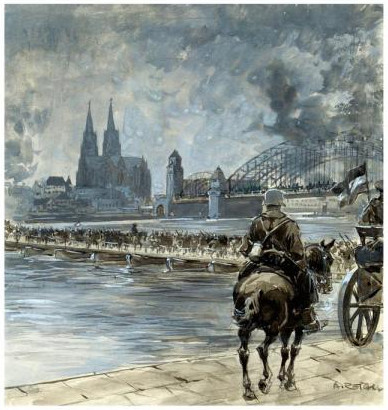
« Im Felde unbesiegt » (« Nous n'avons pas été vaincus sur le champ de bataille ») : image de l'évacuation de Strasbourg en 1918 appuyant la légende de l'armée allemande trahie, dessin d'Albert Reich, 1918.